# История Англии
История Англии началась со вторжения германских племён — англов, саксов, ютов, фризов и созданием ими на территории нескольких раннефеодальных государств. История же самой Британии началась гораздо раньше с появлением на острове первых гоминид (клектонская культура), или с появлением первых людей современного типа после окончания последнего оледенения, в эпоху мезолита. C IX—VIII веков до н. э. в Британию активно переселялись кельты. Под давлением государства гуннов и ослаблением Римской империи в V веке н. э. с острова ушли римляне и вторглись волнами англосаксы, сформировавшие здесь 7 своих королевств (объединённые затем в одно королевство Англию) и ставшие главными правителями этих земель (кроме территорий Уэльса и Шотландии).
Периодические рейды викингов участились с IX века, и в начале XI века Англией правили даже датские короли. В 1066 году в Англию вторглись отряды нормандцев и завоевали страну. На протяжении Средних веков Англия прошла через множество гражданских войн и битв с другими европейскими народами, в том числе Столетнюю войну. В эпоху Ренессанса Англия управлялась династией Тюдоров. В XIII веке Англия завоевала Уэльс, а в начале XVIII века объединилась в союз с Шотландией, сформировав Королевство Великобритания.
Во время Индустриальной революции Великобритания управляла огромной империей, имея владения на всех континентах. Но если в территориальном отношении от этой империи мало что осталось (хотя британские монархи все ещё остаются формальными главами Британского Содружества наций), тем не менее её культурное влияние глубоко и широко распространено во многих современных странах.

## Доисторическая Британия

### Палеолит

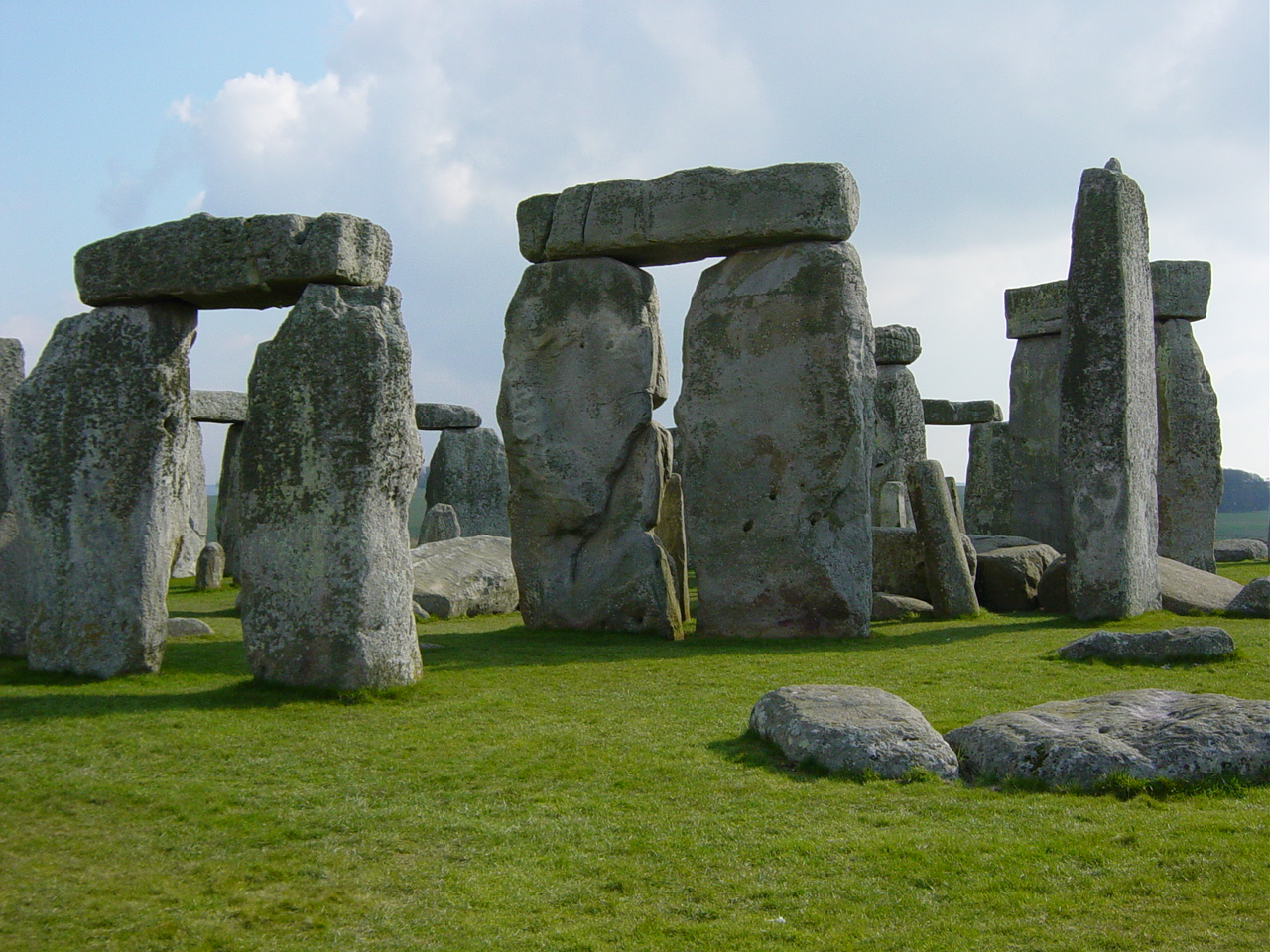
Стоунхендж, построенный в несколько этапов в 3000-1500 годах до н. э.

Первые признаки появления в Британии людей относятся ко времени после последнего ледникового максимума, к самому началу каменного века — к палеолиту. Археологические данные свидетельствуют о том, что Англия была заселена раньше остальной части Британских островов из-за её более мягкого климата во время и между ледниковыми периодами далёкого прошлого. В 2005 году в скалах на Пейкфилд возле Лоустофта в графстве Саффолк были найдены кремнёвые орудия и зубы грызунов из тех же слоёв, таких как окаменелости водной полёвки Mimomys savini и водяной крысы Arvicola. Это говорит о том, что гоминиды существовали в Англии 700 тыс. лет назад (Homo antecessor и гейдельбергский человек). Находки в Боксгрове в Сассексе датируются 500 000 годом до наших дней. Первопоселенцы были охотниками-собирателями.
Низкий уровень моря показывает, что Британия не всегда была отделена от континента, а исследования, показывающие на изменения температуры в течение десятков тысяч лет, означают, что она не была заселена постоянно. Кентский человек из Кентской пещеры датируется возрастом 41,5—44,2 тыс. лет назад.

### Мезолит
Последний ледниковый период закончился около 10 000 лет до н. э., и с тех пор Англия была постоянно заселена. Это произошло в начале мезолита. Рост уровня моря в последний раз отрезал Британию от континента примерно в 6500 году до н. э.. Населял её в то время исключительно современный род людей, Homo sapiens , и существующие доказательства предполагают, что их общественный строй постепенно усложнялся. Основными орудиями охоты были простые метательные копья, а также праща. Лук и стрелы тоже были известны, как и в западной Европе, по крайней мере с 9000 года до н. э.. Климат улучшался, и, скорее всего, население росло.

### Неолит
Новый каменный век, или неолит, начался с появления сельского хозяйства, примерно в 4000 году до н. э. Люди начали возделывать культуры, выращивать животных и в целом вести более оседлый образ жизни. Для захоронения возводились монументальные коллективные могилы в виде каменных пирамид или длинных курганов, а к концу периода появляются сооружения и для других целей, например Стоунхендж, построенный с большой точностью, вероятно, для наблюдения за планетами и звёздами. Также хорошо были развиты как искусство, так и утилитарные технологии. Для создания новых пастбищ вырубались обширные лесные площади. Свит-Трек, находящаяся на Сомерсет-Левелс является самой древней дорогой с деревянной мостовой в Европе и одной из самых древних инженерных дорог мира. С помощью дендрохронологии время её постройки относят к зиме 3807-3806 года до н. э.; считается, что её постройка связана с религиозными смыслами.

### Бронзовый век
В эпоху бронзы происходит переход от общества без прямых лидеров к появляющейся все более сильной элите. В графстве Кембриджшир в районе «Британской Помпеи» найдено колесо диаметром ок. 1 метра, датируемое 1100—800 годом до нашей эры.

### Кельтская Британия

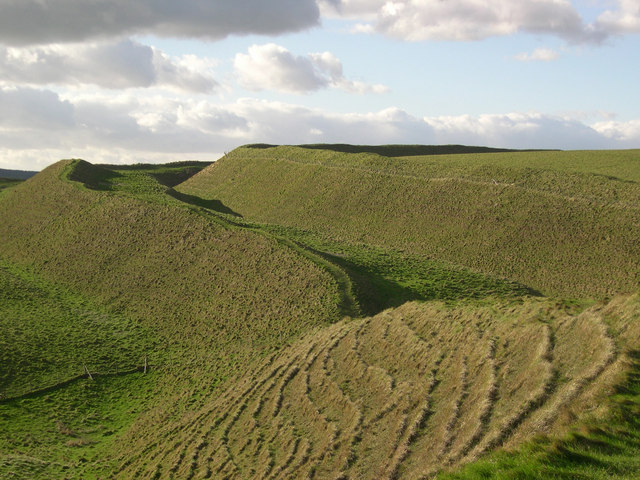
Мэйден-Касл, процветающая крепость кельтов, наши дни.

В период поздней бронзы и раннего железа (800—700 годы до н. э.) начинается переселение с континента на территорию Британских островов племён кельтов (одно из последних вторжений — белги, около 75 года до н. э.). Кельты принесли с собой элементы культуры железного века, сосуществовавшие первоначально с бронзой. За кельтским и кельтизированным населением Британии ещё в античную эпоху закрепилось условное название — «бритты». Накануне римского завоевания бритты находились уже на стадии разложения первобытно-общинного строя и зарождения элементов классового общества, наблюдался рост социального неравенства и выделение родовой и военной знати, а также существование патриархального рабства. У бриттов были развиты скотоводство и земледелие; они применяли тяжёлый колёсный плуг, ручную мельницу, гончарный круг, обрабатывали шкуры животных, занимались ткачеством, разрабатывали рудники, вели торговлю с приезжавшими с континента купцами. Племена бриттов объединялись иногда в племенные союзы во главе с военными предводителями («королями»). Из некоторых племенных центров позже выросли римские и средневековые города: Камулодунум (ныне Колчестер), Эборакум (ныне Йорк), Лондиниум (ныне Лондон) и др.

## Римская Британия

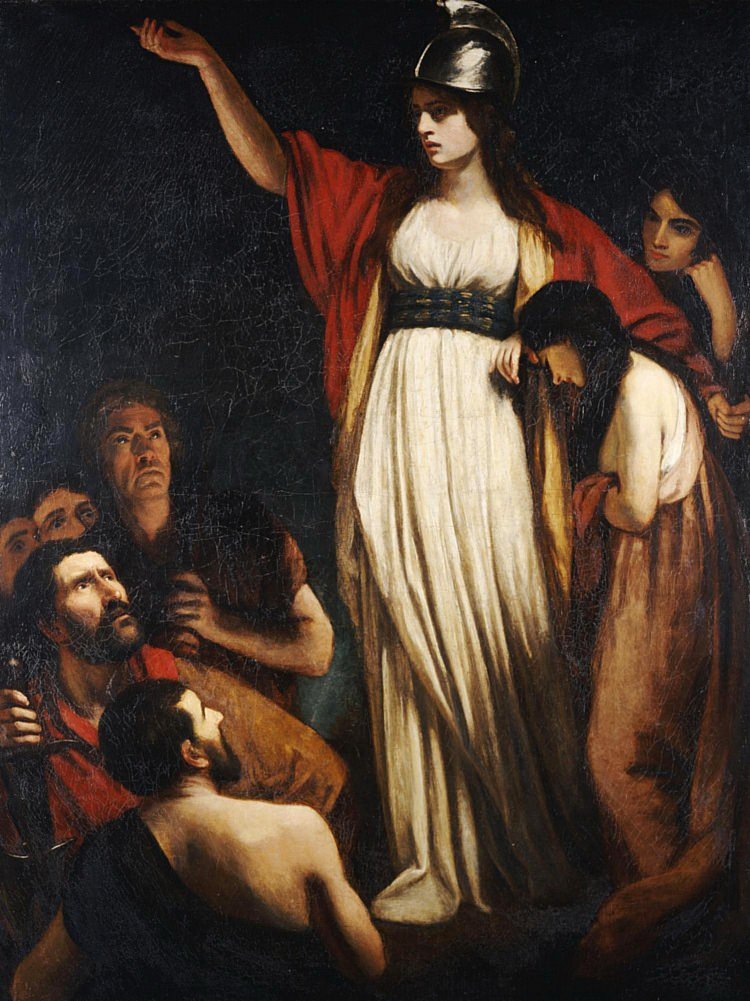
Боудикка

После завоевания римлянами Галлии в середине I века до н. э., Юлий Цезарь предпринял два похода в Британию (55 и 54 годы до н. э.). Систематическое завоевание Британии Римом началось в 43 году н. э. и завершилось в основном к концу 60-х годов. Британия стала одной из окраинных провинций Римской империи. Романизации подверглись главным образом южная, восточная и отчасти центральная области; запад и север почти не были ей затронуты. Среди местного населения часто поднимались восстания (например, восстание Боудикки в 61 году). Завоевание было закреплено системой укреплённых пунктов (римские лагеря) и военных дорог. Вдоль северных границ были сооружены римские валы.
Ускорив процесс социальной дифференциации, завоевание не привело к коренным изменениям в кельтском обществе. Немногочисленные римляне не могли серьёзно повлиять на жизнь кельтов, особенно в северных частях Британии. К тому же римские легионеры женились на местных женщинах, рожавших им детей, которые впоследствии пополняли армию. Так римская цивилизация смешивалась с кельтской. Она «была экспансией не расы, но культуры».
Кризис Римской империи сказался и на судьбах Британии. С конца III века начались набеги саксонских племён. В начале V века после падения Рима владычество в Британии прекратилось. Британия снова распалась на ряд независимых областей.

## Англосаксонский период
После ухода римлян большая часть острова была завоёвана в V веке племенами англов, саксов и ютов. Ими были образованы семь крупных королевств (см. Гептархия), которые постепенно были объединены под влиянием Уэссекса в единое королевство Англия. Король Уэссекса Альфред Великий (примерно в 871—899) первым стал называть себя королём Англии.
С конца VIII века на Англию стали нападать викинги и даже временно захватили некоторые из её северных и восточных областей. Часть первой половины XI века Англией правили датчане после поражения Альфреда. Наиболее известные датские короли Свен Вилобородый (1013—1014) и Кнуд Великий (1016—1035).

Британия в Англосаксонский период

В 1042 году престол вернулся к саксу Эдуарду Исповеднику, но вскоре после его смерти в Англию успешно вторглись нормандцы под предводительством Вильгельма Завоевателя, победив саксов в битве при Гастингсе 14 октября 1066 года, после чего тот, окружив Лондон дождался депутации Совета мудрейших с предложением взять корону.

## Вильгельм Завоеватель

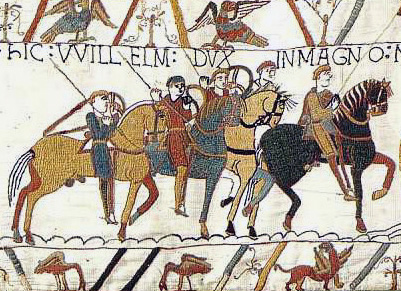
Битва при Гастингсе

С воцарением нормандского дома в Англии настала эпоха глубоких внутренних перемен. Правда, Вильгельм Завоеватель (1066—1087 годы) утвердил собранное при Эдуарде общее право англосаксов, но в то же время, для укрепления своего политического могущества, ввёл феодальную систему (см. Книга страшного суда), распределив землю между собой и своими рыцарями. Англосаксонские обычаи сделались предметом презрения при дворе, и даже в официальных актах введены французские нравы и язык. Всё это вызывало восстания не только англичан, но и норманнов, которые подавлялись с величайшею жестокостью, разорением городов и общин.
Соединение Англии с Нормандией едва ли могло считаться приращением её политического могущества, так как оно повлекло за собою распри в королевской семье и с Францией, продолжавшиеся в течение многих столетий. Старший сын Вильгельма, Роберт, удержал за собою Нормандию, а английская корона досталась третьему сыну Вильгельму II Рыжему (1087—1100 годы).
Завоевательные стремления этого короля, в особенности желание его снова завладеть Нормандией, вовлекли государство в тяжкие войны. Немало смут было порождено также спором короля с папой Урбаном II и архиепископом Ансельмом из-за инвеституры, то есть по праву введения архиепископа в его сан. Спор окончился победой короля, и Ансельм принуждён был искать спасения в бегстве. Но своим деспотическим и вероломным характером Вильгельм возбудил к себе народную ненависть, и однажды его нашли в лесу со стрелой в груди.
Престолом завладел его младший брат Генрих I, по прозванию Учёный (1100—1135 годы), устранив, таким образом, старшего брата, Роберта, находившегося в это время на пути из Палестины, из первого крестового похода. Чтобы найти опору в народе, он издал хартию, в которой обещал восстановить законы Эдуарда и Вильгельма Завоевателя и облегчить многие повинности. Роберт пытался восстановить свои права на английский престол с оружием в руках, но, при посредничестве вернувшегося на родину архиепископа Ансельма, братья заключили между собою соглашение, по которому Роберт удержал за собою Нормандию.
Вскоре, однако, Генрих нарушил договор, начал войну против Роберта и, захватив его в плен, заточил в тюрьме, где он и умер. Нормандия осталась за Англией, несмотря на сопротивление французского короля Людовика VI. Спор с папой тоже был окончен, и Генрих признал за папой Пасхалием II право инвеституры в Английской церкви.
Наследницей престола была объявлена дочь Генриха Матильда, бывшая в то время во втором браке за Жоффруа Плантагенетом, графом Анжуйским. Но после Генриха престолом завладел Стефан (1135—1154 годы), сын сестры Генриха и графа Блуа. Это привело к междоусобию, которое сопровождалось спорами короля с духовенством и набегами шотландцев и жителей Уэльса на приграничные территории. В 1153 году сын Матильды (будущий Генрих II) высадился в Англии, и так как в это время Стефан лишился своего старшего сына, а младший не собирался наследовать отцу, то соперники заключили между собою мирный договор, по которому Генрих II был объявлен наследником престола.

## ЦарствованиеПлантагенетов(Анжуйского дома) (1154—1485)

### Генрих II и Ричард I Львиное Сердце
Генрих II, правивший с 1154 по 1189 год, первый король из дома Плантагенетов, или Анжу, нашёл страну во власти баронов. Благодаря могуществу своего дома, владевшего одной третью Франции от отца и от сына, женатого на наследнице Бретани, он получил Западную, а от жены Элеоноры — Южную Францию, ему удалось восстановить значение королевской власти. Он возвратил короне все некогда принадлежавшие ей поместья и предоставил баронам право выкупать свои ленные обязанности за определённую денежную дань (scutagium — щитные деньги). Это дало короне возможность и право вербовать независимую армию, состоявшую преимущественно из нидерландских искателей приключений, так называемых брабансонов.
Правосудие подверглось в это царствование коренному изменению. Вся страна была разделена на 6 судебных округов, и учреждён королевский суд (Bancum regis, Court of Kings Bench), служивший высшей инстанцией для всех тяжебных дел. Города и корпорации получили важные льготы, способствовавшие их благосостоянию. Во всех этих реформах Генрих нашёл себе деятельного помощника и советника в Томасе Бекете, которого сделал сначала своим канцлером, а потом архиепископом Кентерберийским, но с которым потом рассорился из-за кларендонских конституций. В 1171 году Генрих покорил Ирландию и ввёл в ней английские учреждения; с этого времени английские короли приняли титул владетелей Ирландии, хотя это был скорей номинальный титул.
В последующие годы своей жизни Генрих испытал много горя в своей собственной семье. Недовольные своими уделами и подстрекаемые матерью, против него восстали его старшие сыновья и нашли поддержку со стороны многих баронов, а также французского короля Людовика VII и шотландского Вильгельма. Последний потерпел в 1174 году жестокое поражение, попал в плен и получил обратно корону только в виде лена; французский король тоже должен был просить мира, после чего покорились мятежные бароны, и между отцом и детьми было заключено перемирие, которое продолжалось недолго.
Когда новый французский король, Филипп II Август, предъявил притязания на английские владения во Франции, его сторону принял второй сын Генриха, Ричард, и вместе с своим союзником принудил отца заключить позорный мир в Азэ (1189 год) и признать себя вассалом Франции. Вскоре после этого Генрих умер.
В правление сына его, Ричарда I, известного под именем Львиное Сердце, с 1189 по 1199 год, страна снова стала приходить в упадок. Нуждаясь в деньгах для крестового похода, он вымогал их у своих подданных посредством неслыханных жестокостей, после чего, возвращаясь из похода, был взят в плен австрийским герцогом Леопольдом V. За его освобождение было потребовано 100 000 фунтов, которые были собраны при помощи сбора ¼ всех доходов жителей страны.

### Великая хартия вольностей

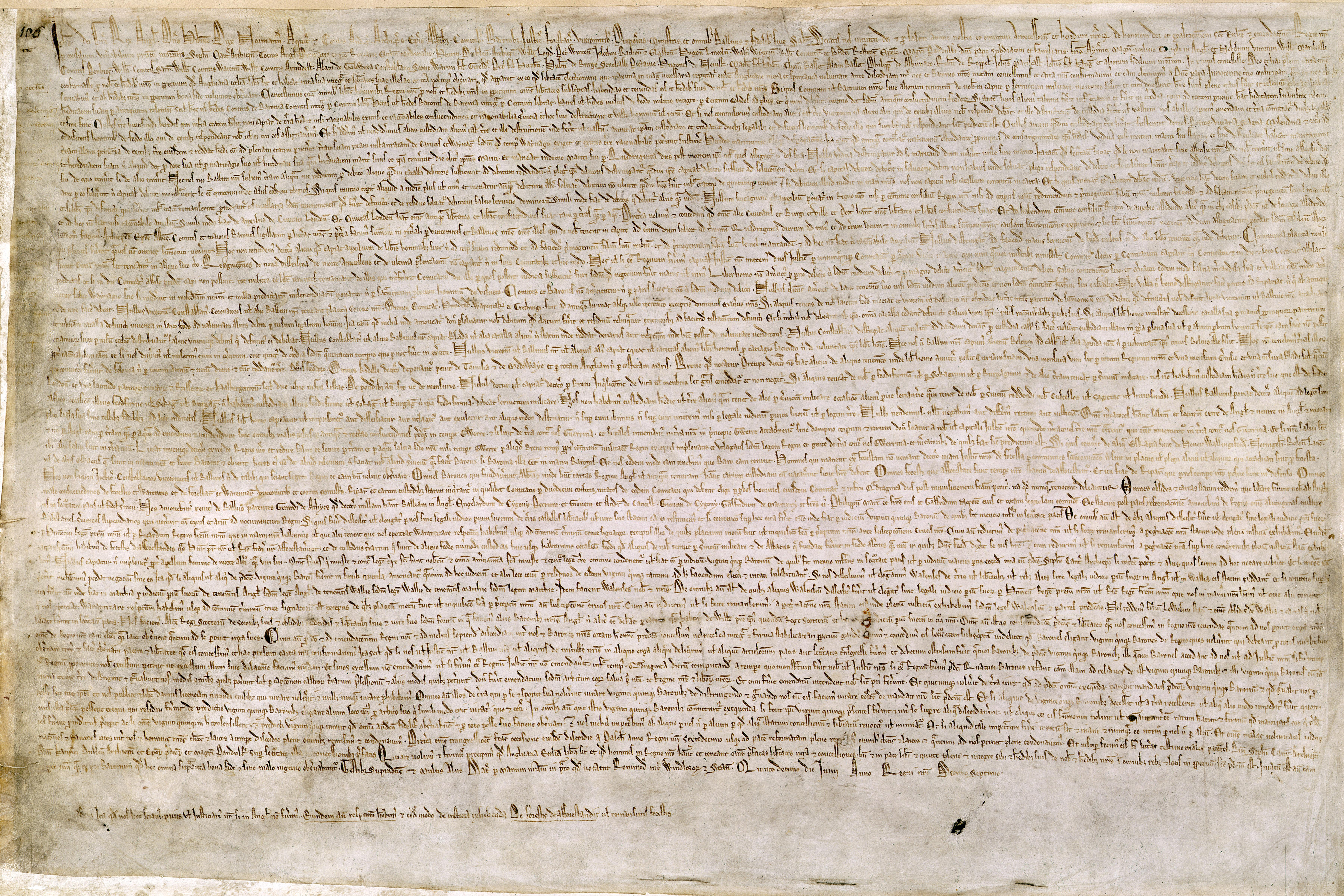
Копия Великой хартии вольностей, хранящаяся в Британской библиотеке

Правление брата Ричарда I, Иоанна Безземельного, с 1199 по 1216 годы, стало одним из самых знаменательных в истории Англии. В это время положены были прочные основы её политической свободе, которая с тех пор, подвергаясь различным испытаниям, никогда уже не исчезала совершенно, что со временем переросло в нынешнюю монархию.
В 1199 году Иоанн вступил на престол Англии и Нормандии, тогда как другие французские провинции присягнули Артуру, его племяннику, сыну его старшего брата Джеффри. Артур был пленён и, вероятно, убит Иоанном, после чего тот оказался вовлечён в войну с Францией, окончившуюся потерей Нормандии, Анжу, Мэна, Турени и др., перешедших во владение французского короля Филиппа II Августа. Таким образом, одним ударом была расторгнута вековая связь между Францией и английским королевским домом.
Вслед за тем в 1205 году Иоанн поссорился с папой Иннокентием III. Иннокентий объявил Иоанна низложенным с престола, отдал корону Филиппу и поручил ему поднять крестовый поход против английского короля. Иоанн собрал большое войско, но, опасаясь попасть в зависимость от своих подданных, подчинился папе в 1213 году и получил обратно в виде папского лена Англию и Ирландию, с платежом ежегодной дани.
В 1214 году он обратился против Франции, перешёл Луару и взял Анжер; в то же время союзники его, император Оттон IV вместе с фландрскими князьями, вторглись во Францию с севера. Но в битве при Бувине союзники потерпели жестокое поражение 27 июля 1214 года, и Иоанн принуждён был отказаться от всех своих прав на земли к северу от Луары.
Возмущённые такой позорной политикой, бароны и горожане взялись за оружие и принудили короля подписать Великую хартию вольностей. Но уже через месяц после этого Иоанн запросил у папы разрешение нарушить договор и вызвал междоусобную войну, в которой народная партия предложила корону наследному принцу Франции, сыну Филиппа II, Людовику VIII. Последний высадился с войском, покорил большую часть страны и короновался в Лондоне, но после смерти Иоанна в 1216 году потерял всех своих приверженцев. Бароны испугались союза с Францией и оказали поддержку герцогу Пембруку, который принял титул протектора и возвёл на трон 9-летнего сына Иоанна, Генриха.

### Генрих III

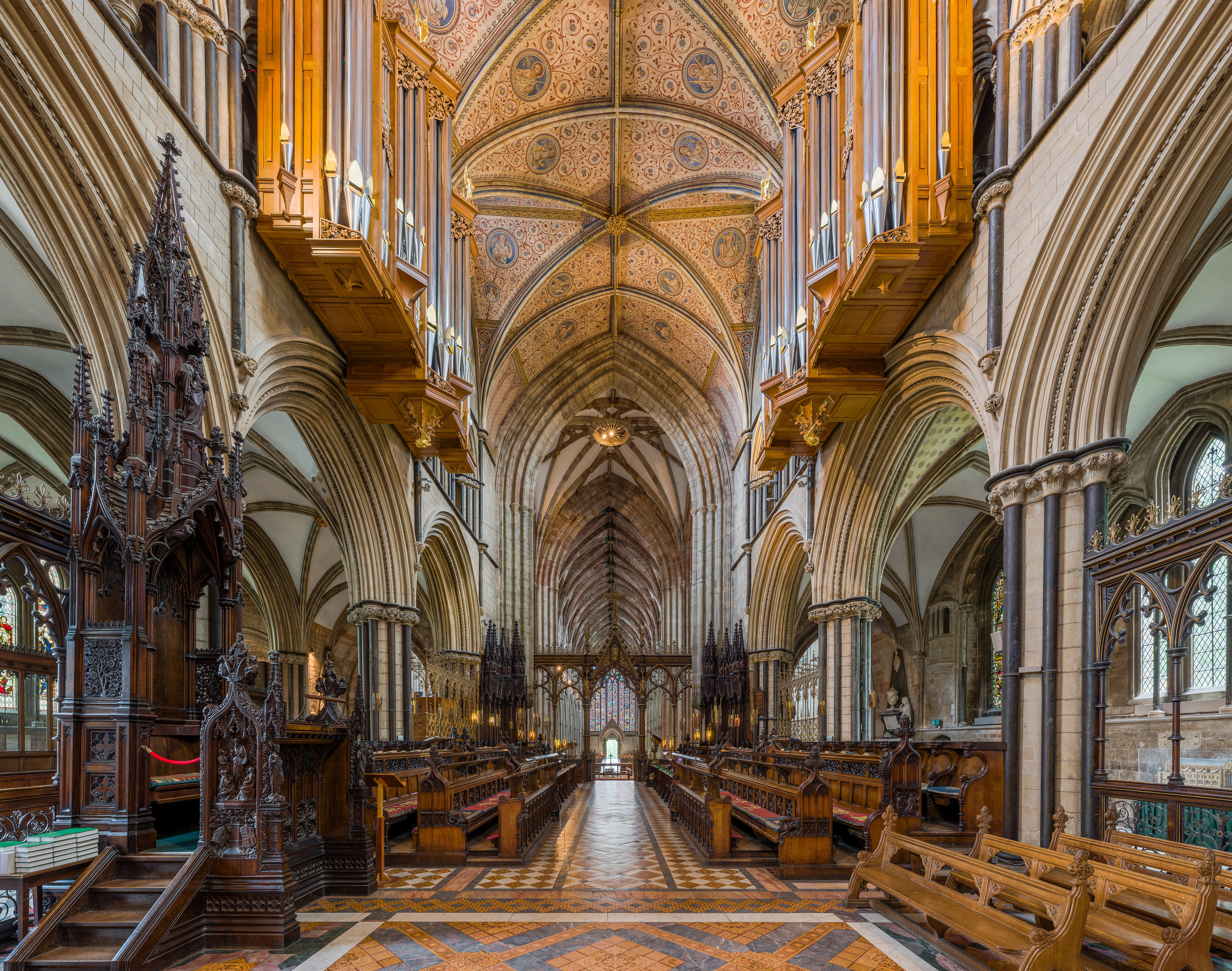
Интерьер Вустерского собора

В первые годы царствования Генриха III (1216—1272 годы) государством управляли его опекуны, Уильям Маршал и Хьюберт де Бург, особый легат, назначенный папой во имя своих верховных прав на Англию, признанных за ним Иоанном Безземельным. Опекуны занимались расхищением казны и раздачей земель крупным феодалам. В 1227 году Генрих объявил себя совершеннолетним и принял бразды правления в свои руки. Он очень скоро возбудил против себя всеобщее неудовольствие потерей земель на севере от Гаронны, нарушениями хартии и расточительностью двора. Когда в 1258 году ко всем этим причинам неудовольствия присоединился ещё и голод, произошло восстание под предводительством Симона де Монфора, что принудило короля принять Оксфордские постановления, являющиеся дальнейшим развитием хартии. Король, однако, добился от папы в 1262 году буллы, освобождавшую его от соблюдения Оксфордских постановлений, а Людовик IX, на решение которого передана была эта тяжба, тоже высказался в пользу короля.
Однако бароны не сложили оружия. Началась открытая междоусобная война; в битве при Льюисе, произошедшей в 1264 году королевские приверженцы были разбиты наголову и рассеяны, сам Генрих III и его сын, принц Эдуард попали в плен. Симон, сделавшийся теперь действительным главой государства, созвал парламент в Лондоне, на котором король ещё раз принёс присягу Великой хартии и обещал полную амнистию всем своим противникам.
В этом парламенте приняли участие, кроме баронов и высших церковных сановников, ещё рыцари от графств и депутаты от городов, то есть те элементы, из которых впоследствии развилась нижняя палата. Бароны стали подозревать Монфора в демократических замыслах и перешли на сторону короля. Тогда же принцу Эдуарду был устроен побег. Принц собрал вокруг себя своих приверженцев и в 1265 году, в битве при Ившеме разбил армию Симона, погибшего в сражении.

### Эдуард I
Неоднозначная эпоха Эдуарда I (1272—1307 годы) имела громадное влияние на внутреннее развитие Англии. Для охраны собственности и личности была заведена строгая земская полиция. Законодательство и правосудие были улучшены, возникли мировые суды, а суд королевской скамьи приобрёл такие широкие прерогативы, что знать утратила последние остатки своей феодальной власти. Доходы феодального государства оказывались далеко не достаточными для покрытия потребностей короны, а между тем, разрешение чрезвычайных пособий ставило корону в зависимость от баронов. Вследствие этого Эдуард I, следуя примеру Симона де Монфора, привлёк в парламент городских представителей, которые уже в силу необходимости являлись противовесом аристократии и должны были стремиться к укреплению могущества короны.
В 1290 году Эдуард I выгоняет из страны всех евреев, забрав все их имущество, заслужив этим неудовольстие крупных банкиров с континента.
В 1295 году Эдуард издал формальный закон, по которому каждое графство получило право посылать в парламент 2 рыцарей (Knights), представлявших низшее дворянство, джентри, а каждый город и каждое местечко — по 2 представителя, то есть «Модельный парламент». Этот закон дал третьему сословию доступ к государственной жизни и заключал в себе зародыш нижней палаты, хотя города, число которых вместе с укреплёнными местечками доходило в то время до 120, видели в этом первоначально только новую тяжёлую повинность. Несмотря на значительные суммы, разрешённые парламентом, король продолжал произвольно облагать движимую собственность, что повело в 1297 году к новому расширению народных прав. Эдуард был вынужден подтвердить Великую хартию вольностей.

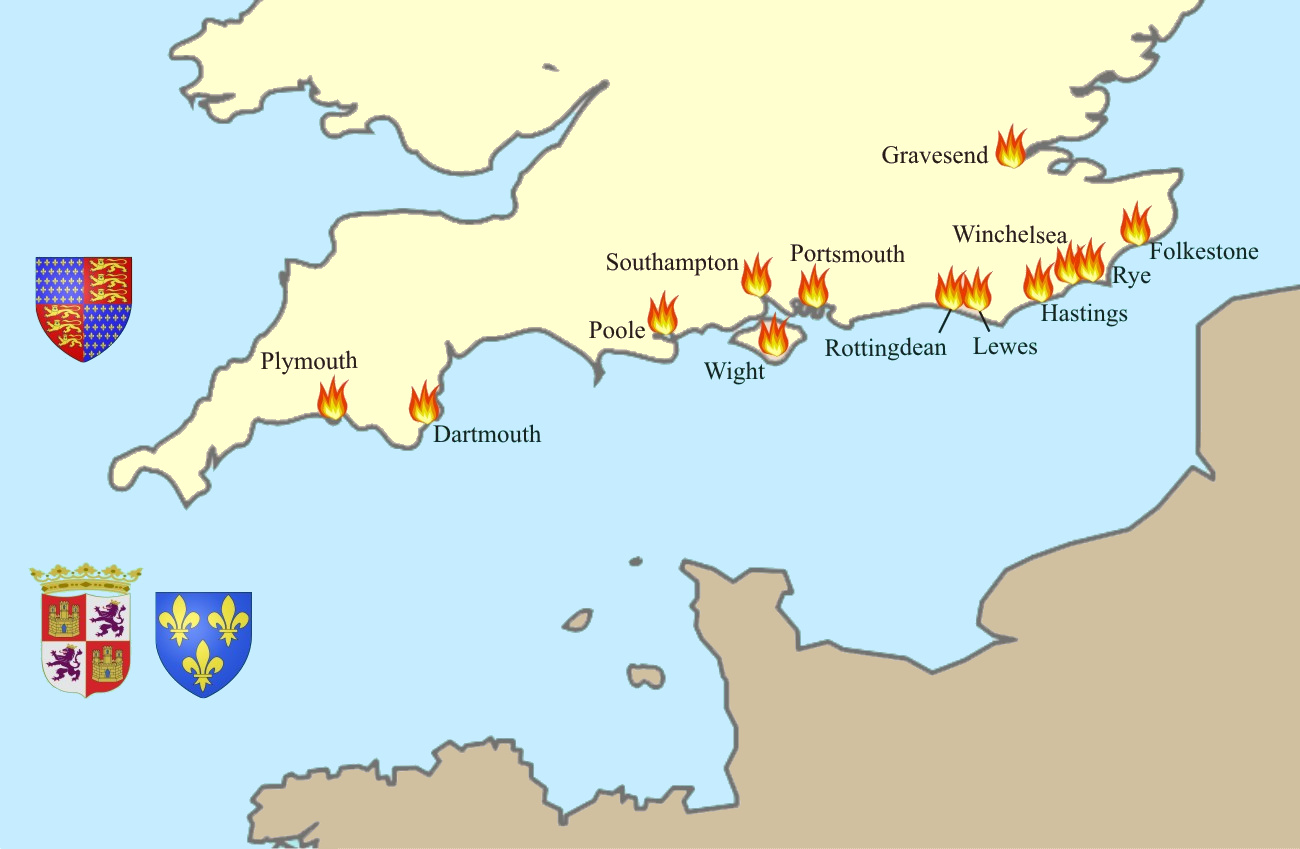
Нападения Французского флота на Англию в период Столетней войны

Во внешней политике Эдуард начал своё царствование покорением Уэльса и даровал родившемуся в это время сыну своему, Эдуарду, титул принца Уэльского, который до сих пор даётся наследникам английского престола. Эдуард ввёл в завоёванной провинции английское управление и переселил туда многих своих баронов. Прекращение шотландской королевской династии Данкельдов в 1290 году послужило для Эдуарда поводом ко вмешательству в дела Шотландии. Из двух претендентов, Роберта Брюса и Иоанна Балиола, он присудил корону последнему, как вассалу Англии; но своим самовластием и несправедливостями вскоре заставил его поднять знамя восстания. В одном из них выступил Роберт Брюс, внук первого претендента. Этим было омрачено царствование Эдуарда.

### Эдуард II
Сын и преемник Эдуарда I, Эдуард II (1307—1327 годы) всю жизнь был игрушкой своих фаворитов. Эдуард должен был признать независимость шотландской короны, и Роберт Брюс остался королём, передав после смерти престол своему сыну Давиду. Так была упущена возможность объединить оба королевства до правления королевы Анны.
Позорная жизнь Эдуарда в конце концов привела к тому, что его жена Изабелла овладела всей страной, и собравшийся в Вестминстере парламент провозгласил низложение короля. На престол вступил Эдуард III под опекой своей матери.

### Эдуард III
В правление Эдуарда III (с 1327 по 1377 годы) Шотландия снова должна была признать над собою в 1334 году верховную власть Англии. Попытка возвратить свою независимость привела, после Битвы при Невиллс-Кроссе в 1346 году, к порабощению шотландцев и 11-летнему пленению их короля Давида Брюса.
Миллионы людей в Северной Европе погибли во время великого голода 1315—1317 годов. В Англии умерло около полумиллиона человек, на долю которых приходилось более 10 % населения. После в 1347 году и в 1348 году произошла эпидемия бубонной чумы. Современники бедствия часто грубо завышали оценки, указывая на 90 % умерших. Современные историки оценивают количество погибших от 25 % до 60 % процентов общей численности населения.
В 1337 году с диспута из-за престолонаследие между Эдуардом III и династией Валуа началась Столетняя война. Первый этап её закончился после смерти Эдуарда III и его сына, Чёрного принца, потерей к 1380 году всех английских владений во Франции, за исключением Аквитании и городов Гина и Кале.
Финансовые затруднения, в которых постоянно находился король вследствие военных надобностей, много способствовали укреплению и развитию английской конституции. В первое время царствования Эдуарда общины заседали в парламенте отдельно от джентри и знати. Вскоре, однако, мелкое дворянство соединилось с городскими представителями, и из этого соединения возникла в 1343 году нижняя палата, немедленно принявшая на себя роль законодательного учреждения. Древнее же собрание государственных чинов, в котором бароны и прелаты заседали в качестве непосредственных вассалов — пэров, а другие знатные люди — по назначению от короля, превратилось теперь в верхнюю палату, сохранившую за собою привилегию служить высшим судом в государстве. Опираясь на свой парламент, короли могли дать отпор вымогательствам пап, которые в те времена получали из Англии в 5 раз больше доходов, чем сам король.
При Эдуарде III была отменена ленная подать папе и запрещено апеллировать на национальные суды к папской курии. Но ещё более опасный враг восстал против папы в лице оксфордского богослова Уиклифа, который от национальной оппозиции перешёл к догматической и ополчился против церковной иерархии и её учения. При Эдуарде III во всех судах, официальных сообщениях и актах вместо французского языка преимущественно стал употребляться английский.

### Ричард II
После смерти Эдуарда III престол перешёл к его малолетнему внуку Ричарду II (1377—1399 годы), сыну Чёрного принца. Государством управляло регентство, во главе которого стоял дядя короля, Джон Гонт (Иоанн Ланкастерский).
Неудачные войны с Францией и полное истощение государственной казны всё более и более увеличивали влияние палаты общин. Чтобы покрыть государственный долг, выросший до суммы 100 000 фунтов стерлингов, парламент обложил народ поголовной податью, одинаковой с богатых и бедных. Эта несправедливая мера послужила сигналом к открытому восстанию крестьян (1381 год), под предводительством Уота Тайлера. Король обещал восставшим облегчение, но не выполнил своего обещания. Мятеж был подавлен потоками крови.
Хотя между этим мятежом и учениями Джона Уиклифа не было ничего общего, но духовенство воспользовалось им, чтобы погубить своего врага.
Став совершеннолетним, Ричард первое время жил в ладах с парламентом и сумел приобрести любовь народа, но ненадолго. Заручившись покорной нижней палатой, он заключил ненавистного ему дядю, герцога Глостера, в тюрьму и изменническим образом лишил его жизни. Он самовольно стал взимать незаконные налоги, подкупал судей и на выжатые из народа деньги пировал и роскошествовал со своими любимцами. Страна отвернулась от него, и взоры всех обратились теперь на Генриха, сына герцога Ланкастерского. Король изгнал его и лишил всего имущества. Но в то время, как король усмирял возмутившихся ирландских князей, Генрих вернулся и был приветствован народом как освободитель. Ричард попался в плен, и парламент низложил его, передав престол Генриху Ланкастерскому.

### ДинастияЛанкастеров(1399—1461 годы)
Царствование Генриха IV (1399—1413 годы) ознаменовалось целым рядом заговоров и восстаний, но Генрих вышел победителем из всех этих испытаний и упрочил за собою престол. Так как Ланкастерская династия обязана была своим возвышением церкви и парламенту, то общины воспользовались этим, чтобы расширить и утвердить свои права. В угоду духовенству издан был закон «о сожжении еретиков», направленный преимущественно против сторонников Джона Уиклифа — лоллардов.
Генриху IV наследовал Генрих V, правивший в 1413—1422 годах. Немедленно по вступлении на престол он простился с своей прежней бурной жизнью, окружил себя опытными советниками и великодушно возвратил свободу и состояние многим заговорщикам.
Генрих возобновил притязания Эдуарда III на французский престол. Внутренние раздоры, обуревавшие Францию в правление сумасшедшего короля Карла VI, благоприятствовали английскому оружию, и после долгих войн и блестящих успехов, главным образом, после победы при Азенкуре 1415 года, Генриху было вручено в 1420 году бургундской партией регентство, вместе с рукой дочери Карла VI, так что после смерти тестя он становился королём Франции. Но он вскоре умер, оставив наследником обеих корон 9-месячного сына.
Во время малолетства Генриха VI (1422—1461 годы) государством управляли его дяди — герцог Глостер в Англии и герцог Бедфорд во Франции. Вначале английское оружие успешно действовало против Карла VII, провозглашённого королём на юге Франции. Но благодаря пробуждению французского национального чувства, героизму Жанны д`Арк и настойчивости Карла VII англичане мало-помалу утратили все свои завоевания во Франции, и к 1453 году в их руках оставался один только Кале.
Постыдный исход войн, слабый характер короля, также злоупотребления королевы Маргариты Анжуйской и её любимцев вызвали смуты и сильное неудовольствие в Англии. В Кенте вспыхнул мятеж под предводительством Джона Кэда, напоминавший времена Тайлера. Лондонские горожане усмирили мятежников, и угнетение народа усилилось. Этим воспользовался герцог Ричард Йоркский, наместник Ирландии; собрав вокруг себя своих вассалов, он пошёл с ними на Лондон.

#### Войны Алой и Белой розы(1455—1485 годы)

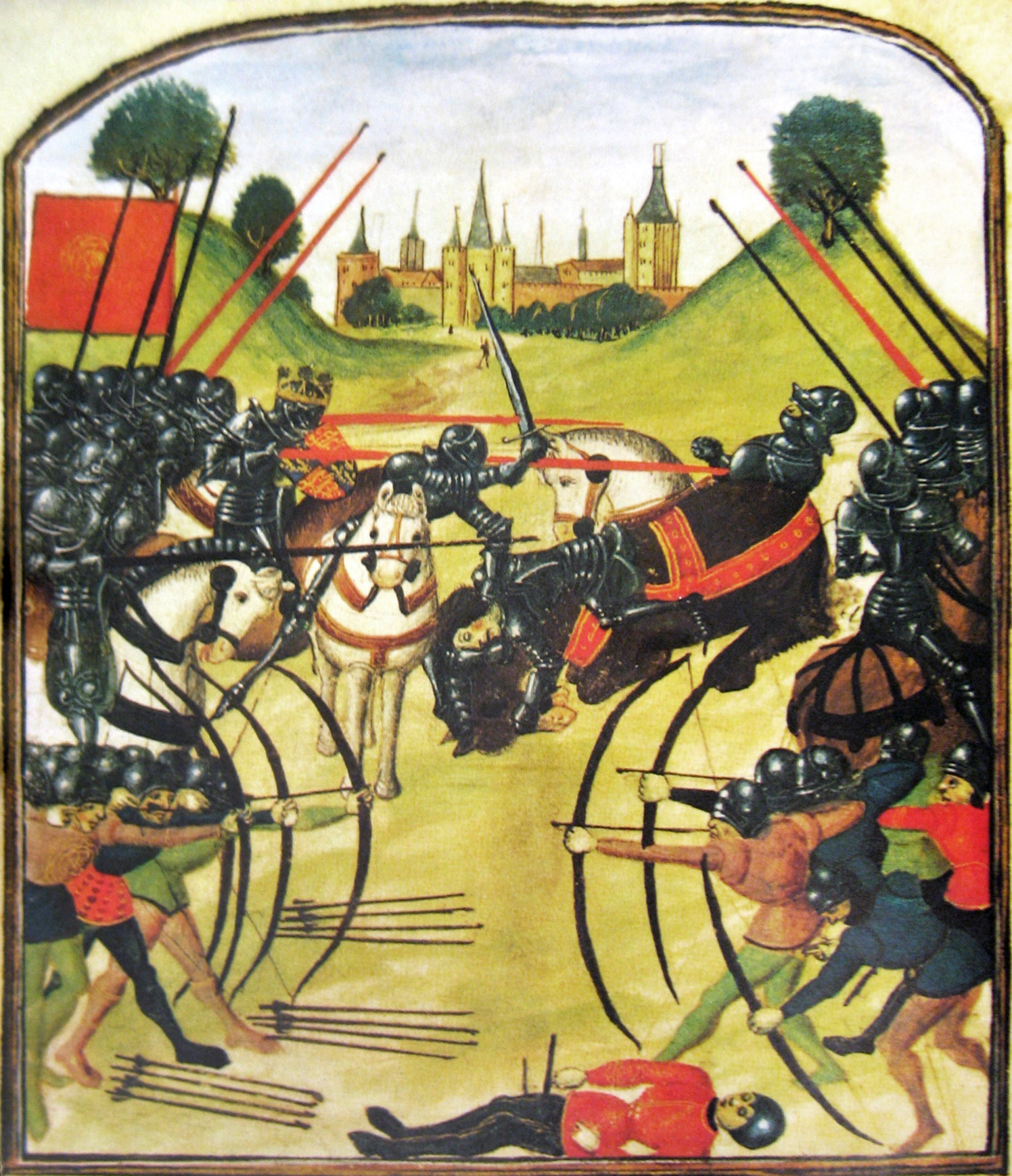
Битва при Тьюксбери. Миниатюра из Гентской хроники

Таким образом началась 30-летняя серия войн за наследство между Йоркской и Ланкастерской династиями, известная под именем войн Алой и Белой розы. Приверженцами Алой розы, или Ланкастеров, были преимущественно северо-западные графства, а также Уэльс и Ирландия, вместе с баронами, тогда как на стороне Белой розы, или Йорков, стояли торговый юго-восток, мещанство, крестьяне и нижняя палата.

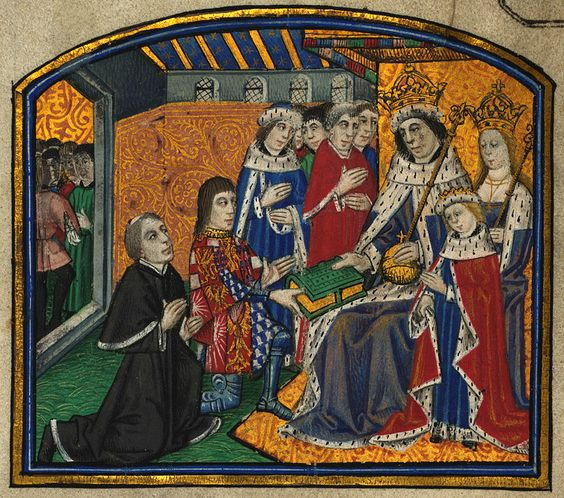
Уильям Кэкстон и Энтони Вудвилл представляют королю Эдуарду IV первую книгу, напечатанную в Англии в 1477 году

В сражении при Нортгемптоне (1460 год) Йорк захватил в плен короля и заставил верхнюю палату признать себя протектором государства и наследником престола. Но королева Маргарита со своими приверженцами неожиданно напала на него при Уэйкфилде, разбила наголову и тут же казнила. Голова его в бумажной короне была выставлена на стенах Йорка.
Тогда мстителем за отца явился старший сын Йорка, Эдуард; он поспешил к Лондону, где граждане радостно приняли его и провозгласили королём (1461 год). Немедленно отправившись навстречу королеве, собравшей на севере громадную армию, он одержал решительную победу при Таутоне, близ Йорка. Генрих VI и Маргарита бежали в Шотландию .
С воцарением Эдуарда IV война продолжалась с прежним ожесточением. Маргарита, бежавшая из Шотландии в Париж, нашла там поддержку Людовика XI и высадилась с войском в Англии, но была отбита Уориком. Новая попытка возвести на престол Генриха VI окончилась тем, что Генрих попался в плен и был заточен в Тауэре. Освободившись таким образом от самых опасных своих врагов, Эдуард почувствовал, что руки у него развязаны, и обнаружил необузданное самовластие; он рассорился со своим прежним союзником Уориком, который восстал против него и вступил в Лондон. Генрих VI снова был восстановлен на престол, и парламент объявил Эдуарда похитителем власти. Но через полгода Эдуард вернулся, с войсками Карла Смелого, и при Тьюксбери нанёс решительное поражение ланкастерцам. Уорик пал, несчастный Генрих VI погиб в Тауэре, а Маргарита долго терзалась в заточении, пока не была выкуплена Людовиком XI. Последний опасный приверженец Ланкастеров, Генрих Тюдор, бежал в Бретань.
Междоусобная война окончилась. Несмотря на пролитые потоки крови, бедствия её обрушились почти исключительно на лордов и их вассалов. Не менее 80 принцев погибло от руки палача или убийц и в сражениях; целая пятая часть земель перешла, путём казней и конфискаций, в руки короля. Могущество нижней палаты увеличилось за счёт верхней, многие члены которой погибли в междоусобной войне. В общем, однако, привилегии обеих палат были уменьшены в пользу короны. Снова появились произвольные налоги в виде принудительных займов и так называемых «добровольных приношений» (benevolences) со стороны джентри, горожан и купцов. Правосудие было осквернено многочисленными парламентскими приговорами и осуждениями за государственную измену (Bills of attainder) и расширением судебных прерогатив королевского совета.

### ДинастияЙорков(1461—1485 годы)
По смерти Эдуарда IV (1483 год) королём немедленно был провозглашён старший сын его, малолетний Эдуард V. Но его дядя, герцог Глостерский, Ричард, завладел особой короля и принудил парламент признать его опекуном и наместником королевства. Он силой заставил королеву Елизавету передать ему на воспитание и второго сына её, Ричарда, после чего оба принца содержались под строгим надзором в Тауэре.
В народе стали распускать слухи о незаконности рождения детей Эдуарда IV. Толпа крикунов, предводительствуемая герцогом Бэкингемом, поднесла Ричарду будто бы подписанный всеми сословиями королевства акт, по которому он был признан единственным законным наследником дома Йорков. Через два дня он короновался под именем Ричарда III (1483—1485 годы). Оба сына Эдуарда IV так и не вышли из Тауэра. Доподлинно неизвестно, что с ними стало, но они почти наверняка были убиты из политических соображений, и скорее всего, именно Ричардом.
Чтобы примирить с собою знать, Ричард выпустил на свободу нескольких дворян и сделал несколько новых назначений. Но вскоре он сбросил с себя личину и выказал кровожадность, испугавшую даже его приверженцев. Взоры народа обратились к единственному отпрыску прежних королей, Генриху Тюдору, жившему во Франции при дворе Карла VIII. 7 августа 1485 года Генрих высадился в Милл-Бэе, беспрепятственно прошёл через Уэльс и соединился со своими сторонниками. Ричард выступил против него с большим войском, и 22 августа произошла решительная битва при Босворте, окончившаяся победой Генриха. Ричард был убит, и на престол вступила династия Тюдоров.

## ДомТюдоров(1485—1603 годы)

### Генрих VII
С воцарением Генриха VII (1485—1509 годы) в Англии водворяется не только новая династия, но и новый порядок вещей. Народ жаждал спокойствия и мирного развития гражданской жизни, и Генрих умело воспользовался этим настроением, чтобы упрочить свою династию и расширить права короны.
Внешние затруднения были улажены посредством мирных договоров с Францией и Шотландией. Между ними особенно важен договор «о вечном мире» с Шотландией 1502 года, за которым через год последовал брак Якова со старшей дочерью Генриха, Маргаритой; это положило конец беспрерывным войнам между обоими государствами.
Могущество знати было надломлено долголетними войнами, в которых погибла почти вся древняя аристократия Англии. Чтобы по возможности стать вне зависимости от парламента, Генрих прежде всего ввёл самую строгую экономию в государственном хозяйстве. По тому же побуждению он добился закона, которым право назначения себе преемника предоставлялось исключительно королю. Для обуздания аристократии был учреждён чрезвычайный суд «Звёздная палата» (Star Chamber — от комнаты, где заседал этот суд), имевший право без соучастия присяжных вчинять преследование и постановлять приговоры по всем делам, касавшимся короны и фиска. Но, ослабляя могущество высших сословий и парламента (в последние 10 лет его правления парламент был созван всего один раз), Генрих, с другой стороны, принял под своё покровительство буржуазию и обнаружил особую заботливость о развитии торговли и флота, не щадя для этого значительных денежных жертв. Если английский народ не испытал такого же деспотизма, как другие народы Европы, то этим он был обязан преимущественно своему островному положению, не дававшему его королям возможности учредить постоянную армию.

### Генрих VIII

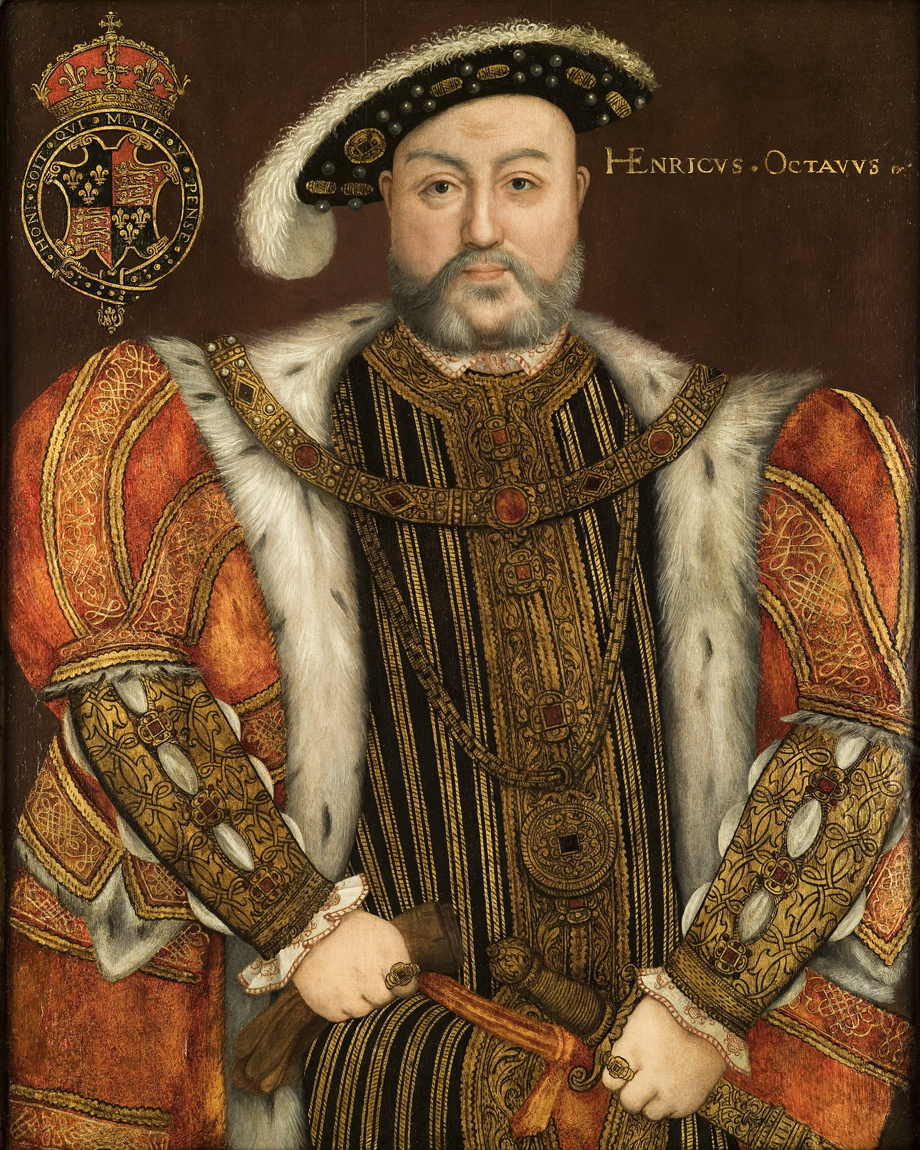
Генрих VIII

Генрих VIII (1509—1547 годы) продолжал политику своего отца. Он вынудил парламент в 1525 году выделить большую сумму денег для вторжения во Францию под угрозой казней и семь лет правил без парламента. Когда у него явилась мысль о разводе с своей первой женой, Екатериной Арагонской, он со всем пылом своей необузданной натуры приступил к исполнению этого плана. Сопротивление, встреченное им даже среди собственного духовенства, только усилило его упорство, тем более, что тогда же он влюбился в бойкую придворную красавицу Анну Болейн.
До этого времени Генрих был ревностным католиком. Огнём и мечом ополчался он против последователей Виклифа и против реформации Лютера — и за свои сочинения против последнего удостоился от папы Льва Χ титула защитника веры (или defensor fidei). Теперь же, получив от папы отказ в расторжении брака, он решился отложиться сам и отторгнуть свой народ от папского престола. В январе 1533 года Генрих женился на Анне Болейн, а в мае духовный суд признал брак его с Екатериной расторгнутым. Актом о супрематии (Act of Supremacy) король был объявлен единственным верховным главой Английской церкви, а канцлер Томас Кромвель назначен его «генеральным викарием». Король сам начертал религиозные статьи (Articles of Religion), составляющие основу новой веры, или англиканизма. 3атем началось упразднение монастырей и конфискация их имуществ в пользу государства с последующей передачей в частное владение, сопровождавшееся жестокими убийствами монахов и монахинь. Генрих стал теперь выше законов и религии, деспотизм его не знал пределов.
Шесть раз он был женат, и из его несчастных жён две погибли на плахе. Также был казнён знаменитый лорд-канцлер Томас Мор. В 1539 году изданы были «Шесть кровавых статей», грозивших жестокими наказаниями каждому, кто письменно или устно стал бы говорить против догмата о пресуществлении, против обедни, исповеди и т. д. Масса народа погибла из-за этих законов, и притом как католики, так и протестанты.
Генрих развязал за своё правление несколько войн, в том числе с Шотландией и с Францией.

### ДетиГенриха VIII

#### Эдуард VIиМария I
Генриху VIII наследовал 9-летний сын его от Джейн Сеймур, Эдуард VI (1547—1553 годы), за которого правил его дядя лорд Сомерсет, друг реформации. Архиепископ Кранмер приобрёл особое влияние на государственные дела, римский культ был устранён, и гонения обратились против католиков. Но вскоре во всех частях государства вспыхнули восстания, сопряжённые с угрозой вторжения французов. Церковные имущества после уничтожения монастырей большей частью попали в руки алчных придворных и высшего дворянства. Сомерсет пожелал помочь крестьянам и назначил даже особых комиссаров для разбора их жалоб. Но этим он возбудил против себя гнев дворян, во главе которых стал его злейший враг, граф Уорик, герцог Нортумберлендский. Он низверг протектора и занял его место. Через год Сомерсет погиб на плахе. Крестьянские мятежи были подавлены при помощи немецких и итальянских наёмников.
Около того же времени Кранмер при содействии знаменитейших протестантских богословов, между которыми было много кальвинистов, выработал «42 статьи веры» (с 1563 года «39 статей веры», 39 Articles of faith), составляющих основу Англиканской церкви. В 1553 году парламент, выслушав мнение духовенства, возвёл эти статьи в государственный закон, отменённый только в 1829 году.
Эдуард VI был даровитый, образованный юноша, с доброй, мягкой натурой, от которого можно было многого ожидать в будущем, если бы не его нездоровье. Пользуясь слабостью характера болезненного короля, Уорик уговорил его отстранить сестёр, Марию и Елизавету, от престолонаследия и назначить себе в преемницы дальнюю родственницу, Джейн Грей, ревностную протестантку и невестку Нортумберленда.
Однако после смерти Эдуарда престолом без особого сопротивления овладела дочь Генриха VIII от Екатерины Арагонской, Мария (1553—1558 годы), а Нортумберленд и Грей были казнены.
Фанатически преданная католицизму, Мария немедленно начала церковную реакцию, ещё более обострившуюся после брака её с Филиппом Испанским, тогда ещё принцем. Начался 5-летний период казней, давших Марии название Кровавой (Bloody). Были возобновлены старые законы против еретиков, к которым были отнесены теперь все протестанты. Парламент терпел эти неистовства, но у него всё же хватило мужества на то, чтобы отказать Марии в субсидиях, которых она требовала для помощи Филиппу против Франции. Мария начала войну на свой страх и потеряла (1558 год) Кале, последнее владение Англии на французской почве. Эта потеря окончательно подорвала её силы, и она 17 ноября 1558 года умерла.

#### Елизавета I

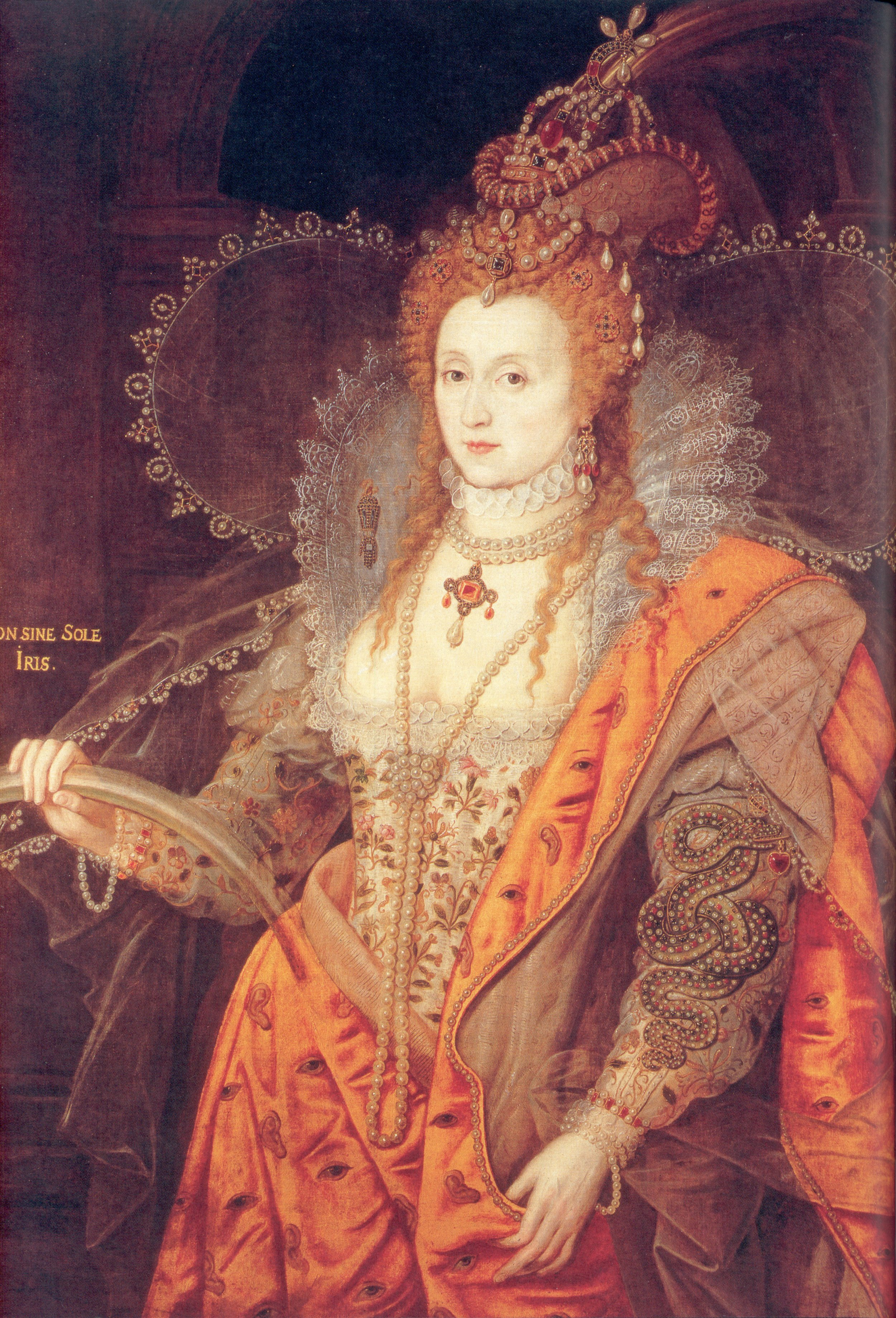
Елизавета I

Смерть Марии и вступление на престол её единокровной сестры, Елизаветы (1558—1603 годы), дочери Анны Болейн, были приветствованы нацией с неизъяснимым восторгом. Новая королева, которой было тогда всего 25 лет, славилась своим умом, мужественным характером и образованностью, и уже давно приобрела симпатию народа, который видел в ней мученицу за протестантскую веру. Приблизив к себе искреннего протестанта Уильяма Сесиля, знаменитого лорда Бёрли, и вежливо отклонив сватовство Филиппа II, она сразу показала, что не намерена следовать по стопам своей предшественницы.
Одним из первых планов её было восстановление в несколько смягчённой форме церковных порядков, существовавших при Эдуарде VI. В государственном хозяйстве Елизавета сразу водворила порядок и бережливость, давшие ей возможность обходиться без парламента, который она в душе недолюбливала. За все её 45-летнее царствование потребованные ею субсидии не превысили 3 миллионов фунтов стерлингов. Несмотря на некоторые злоупотребления администрации, тяжесть налогов и таможенных сборов, несмотря на торговые монополии и недостатки правосудия, Англия испытала в правление этой деятельной королевы переворот, оказавший глубокое влияние на всю её последующую историю. Земледелие достигло высокой степени процветания. Промышленность, в которой, если не считать выделки шерстяных материй, англичане далеко уступали немцам и голландцам, быстро стала развиваться. Возникли новые отрасли производства; на рынке начали появляться английские металлические и шёлковые изделия. Внешняя торговля нашла себе неожиданные рынки благодаря необыкновенным успехам мореплавания. Такие отважные моряки, как Дрейк, гроза испанского флота, Фробишер и др., открыли английским судам путь через все моря. Рейли основал первую колонию в Америке, названную Виргинией, в честь королевы-девственницы; Дэйвис открыл пролив, носящий его имя; другие доходили до Новой Земли, Китая и Исландии. Кроме деятельных сношений с Россией, завязаны были сношения с Левантом и Ост-Индией, а 31 декабря 1600 года королева даровала первую грамоту Ост-Индской компании.
Внешняя политика велась в согласии с интересами и изменившимся настроением нации; самые страшные удары были направлены против Испании, этого главного оплота католицизма и владычицы морей. Многочисленные экспедиции против испанских флотов и гаваней во всех морях увенчались успехом и обогатили страну неисчислимыми сокровищами; уничтожение испанской Непобедимой Армады 8 августа 1588 года навсегда сломило морское могущество Испании и дало решительный толчок развитию морских сил Англии.
Внутри государства царствование Елизаветы не раз омрачалось смутами и восстаниями, сосредоточивавшимися преимущественно вокруг шотландской королевы Марии Стюарт, тем не менее время её правления получило название «Золотой век». С царствования Елизаветы начинается длинный ирландский мартиролог. По постановлению английского парламента, в Ирландии была введена епископальная церковь, и местные церковные имущества были отобраны в пользу нового духовенства, несмотря на то, что большинство населения было и оставалось католическим. Отношение Англии к Шотландии, где политика Елизаветы и вмешательство её в дела Стюартов вызвали сильные смуты, приняли более мирный характер после Бервикского договора (1586 год), заключённого с Яковом VI. Со смертью Елизаветы прекратилась династия Тюдоров, и на престол вступил сын Марии Стюарт, шотландский король Яков VI (в Англии — Яков I), которого Елизавета назначила своим наследником на смертном одре.

## ДинастияСтюартов, революция и реставрация (1603—1689 годы)

### Яков I(1603—1625 годы)
Яков I (1603—1625 годы), сын Марии Стюарт и потомок Генриха VII по женской линии, соединил в своём лице все три короны: Англии, Шотландии и Ирландии. При нём положено было начало тому разладу в государстве и церкви, который через 4 десятилетия привёл к революционному ниспровержению королевской власти. Сам Яков, охотно распространявшийся перед парламентом и епископами о неограниченном всемогуществе своей королевской воли, был, в сущности, далеко не тиран, а скорее учёный-педант, который в старости стал орудием фаворитов, набивавших себе карманы королевским и казённым добром и думавших только об обогащении себя и своих креатур.
По приезде в Англию Яков был встречен общим желанием перемен. Католики и пуритане одинаково жаждали изменения законов Елизаветы, тяжких для тех и других; но король был против этого. Правда, по отношению к католикам Яков первое время выказывал некоторое миролюбие и значительно смягчил жестокие наказания, угрожавшие им в прошлое царствование. Однако король не пошёл на отмену законов против католиков, изданных Генрихом VIII и Елизаветой, и отказался предоставить им равные с протестантами права. В результате, радикальная часть католиков, осознавшая крах своих надежд на реставрацию католицизма, организовала так называемый «пороховой заговор», цель которого состояла в том, чтобы взорвать парламент в момент открытия его королём, схватить его детей и произвести революцию (1605 год). На католиков начались гонения.
Во внешней политике сначала Яков как будто решился выступить защитником протестантизма на материке и в 1612 году даже выдал свою дочь Елизавету за главу Евангелической унии, Фридриха V Пфальцского; но уже в 1614 году из-за денег, потребовавшихся для этого брака, у него произошло серьёзное столкновение с парламентом. На все денежные требования правительства оппозиция отвечала жалобами на незаконные поборы и на злоупотребления администрации, выказывая полное недоверие к внутренней и внешней политике правительства.
Король распустил парламент и, поддаваясь внушениям своих любимцев, особенно Бэкингема и собственного сына, принца Уэльского Карла, стал думать о союзе с Испанией, откуда ему подавались надежды на брак наследника престола с одной из инфант. Яков почти безучастно пропустил начало Тридцатилетней войны, и когда, наконец, ввиду катастрофы, разразившейся над головой его зятя Фридриха V, злополучного короля Богемии, он созвал в 1621 году парламент, чтобы испросить у него субсидии, то последний отпустил ему очень небольшую сумму, с обещанием увеличить её, когда приготовления к войне будут действительно произведены, и он снова будет созван. В то же время парламент потребовал суда над подкупными чиновниками, начал процесс против министров и осудил их. Между прочим, был лишён должностей и приговорён к денежному штрафу сам канцлер Фрэнсис Бэкон, сознавшийся в торговле правосудием.
Новое столкновение властей произошло из-за вопроса об испанском браке, в котором парламент видел источник великих бедствий в будущем. Яков объявил, что парламент не имеет права вмешиваться в дела, о которых не спрашивают его мнения, а палата общин занесла в свои протоколы, что «её чинам принадлежит право высказываться по всем вопросам, относящимся до общего блага и которые она сочтёт нужным подвергнуть своему обсуждению». Король вырвал этот протест из протокола и распустил парламент. В то же время непродуманная религиозная политика в Шотландии и попытки введения в пресвитерианскую церковь англиканских канонов, вызвали подъём шотландского национального движения против королевской власти. В Ирландии король развернул широкую программу колонизации острова (особенно его северной части) английскими и шотландскими протестантами, при этом ирландцы-католики в массовом порядке изгонялись со своих земель, а ирландские обычаи и право были упразднены, что не могло не вызвать роста оппозиции королю в Ирландии.
Наследный принц Карл, после напрасной поездки в Испанию в сопровождении Бэкингема, обвенчался с Генриеттой-Марией, дочерью французского короля Генриха IV, и благодаря этому браку произошло временное примирение с парламентом. В тот момент, когда Яков скончался, Англия готовилась к войне против Испании и императора.

### Карл I
Новый король, Карл I (1625—1649 годы), вполне разделявший абсолютистские стремления своего отца, не замедлил вступить в борьбу с парламентом. Первый парламент 1625 года был скоро распущен. Но в то же время, желая привлечь к себе симпатии народа, Карл решился выступить с большей энергией во внешней политике. Он сделал попытку образовать большой протестантский союз на материке и отправил экспедицию к Кадису. Ни то, ни другое не удалось, и ему пришлось обратиться снова к парламенту.
Новые выборы 1626 года дали такое же враждебное собрание, как и первое. Парламент обвинил Бэкингема в заговоре против народных вольностей и требовал предания его суду. Король ответил на это, что министр исполнял только его повеления, и вторично распустил парламент.
Последовали новые предприятия и новые неудачи. Бэкингем, чтобы угодить народу, намеревался теперь оказать помощь французским протестантам, запершимся в крепости Ла-Рошель. Для покрытия издержек на эту новую экспедицию король объявил принудительный заём. Тех, кто отказывался платить, сажали в тюрьму, мучили военными постоями и предавали военному суду. Экспедиция к Ла-Рошели окончилась поражением и полным истощением казны.
В таких стеснённых обстоятельствах Карл принуждён был созвать новый парламент (1628 год). Чувствуя свою силу, общины заговорили теперь другим тоном. На требование денег они заявили, что не дадут ни гроша до тех пор, пока не будут устранены поименованные ими злоупотребления, и, чтобы оградить своих членов от произвольных арестов, составили так называемую «Петицию о правах» (Petition of Rights), образующую, наравне с «Великой хартией», одну из главных основ английской конституции. Король долго не соглашался утвердить этот новый закон, но должен был уступить, когда парламент постановил предать Бэкингема суду. Вскоре после того последний был убит, что вызвало великое ликование в народе. Разгневанный король приказал закрыть парламент. Но когда спикер возвестил собранию королевскую волю, его силой усадили обратно в кресло и, заперев двери, приняли предложение главного вождя оппозиции Элиота «признать врагом государства всякого, кто введёт папизм в Англии или станет взимать налоги и пошлины без разрешения парламента». Король посадил в тюрьму Элиота с его товарищами и заявил, что намерен управлять без парламента, «вручёнными ему Богом средствами». Вслед за этим он поспешил заключить мир с Францией и Испанией, чтобы иметь свободные руки для усмирения внутренних врагов.
Настал 11-летний период, в течение которого король управлял без парламента, руководимый умными, энергичными, но беспощадными государственными людьми, архиепископом Кентерберийским Уильямом Лодом и графом Страффордом, бывшим прежде одним из вождей оппозиции, но потом перешедшим на сторону короля. Так как денег всё-таки не было, то поборы стали вымогать при помощи военной силы и всевозможных беззаконий. Лица, отказывавшиеся платить произвольные налоги, подвергались преследованиям; суды присяжных были заменены коронными трибуналами, всецело подчинёнными воле своего повелителя.
Король задался целью реформировать пресвитерианство в Шотландии и ввести там элементы англиканского богослужения. В 1637 году Лод отправил туда отделение Высокой комиссии для немедленного водворения выработанной им литургии, по образцу англиканской. Напрасно шотландцы посылали ходатайства к королю об отмене новых порядков; король отвечал, что он скорее умрёт, чем уступит. Тогда 28 февраля 1638 года в Эдинбурге провозглашено было революционное правительство (см. Национальный ковенант), первый шаг которого состоял в возвращении к религиозным традициям, существовавшим в 1580 году. Король отправил в Шотландию маркиза Гамильтона для переговоров, но шотландцы нашли теперь делаемые им уступки недостаточными, и Генеральная ассамблея в Глазго торжественно упразднила епископальное устройство. Обе стороны взялись за оружие (см. «Епископские войны»).
На ведение войны королю нужны были деньги — и вот, после 11-летнего перерыва, парламент снова был созван 13 апреля 1640 года. Но вместо того, чтобы разрешить испрашиваемые королём субсидии, общины прежде всего потребовали отмены всех насильственных мер правительства и полного изменения церковной политики. Напрасно лорды пытались устроить соглашение; король упорствовал и 5 мая распустил парламент.
В августе шотландцы перешли пограничную реку Туид, разбили высланный против них отряд королевских войск и завладели Ньюкаслом. В этом затруднительном положении король созвал в Йорке одну верхнюю палату парламента; но лорды не решались принять на себя ответственность за ведение войны. Вследствие этого король заключил с шотландцами мирный договор в Рипоне (14 октября 1640 года), по которому последние удержали в своих руках графства Камберленд и Дарем, как залог в уплате вознаграждения за военные издержки.
Карлу не оставалось теперь иного выхода, как созвать парламент, который открылся 3 ноября 1640 года и известен в истории под названием «Долгого парламента». Большинство в нём принадлежало пуританам. Между лордами многие также примкнули к оппозиции. Король требовал денег на подавление шотландского мятежа; общины ответили предъявлением длинного списка злоупотреблений правительства. Долго сдерживаемая ненависть к королевским советникам вспыхнула теперь ярким пламенем; общины обвинили Страффорда и Лода в государственной измене и засадили обоих в тюрьму. Сопротивление короля было сломлено. Парламент упразднил Звёздную палату и Высокую комиссию и в феврале 1641 года вытребовал у короля закон, предоставивший парламенту право собираться через каждые 3 года, даже без королевского призыва («Трёхлетний билль»). Несмотря на блестящую защиту Страффорда, ведённую им самим, он был обвинён в покушении на вольность страны и приговорён к смерти. Король подписал смертный приговор, и 12 мая 1641 года Страффорд был казнён.

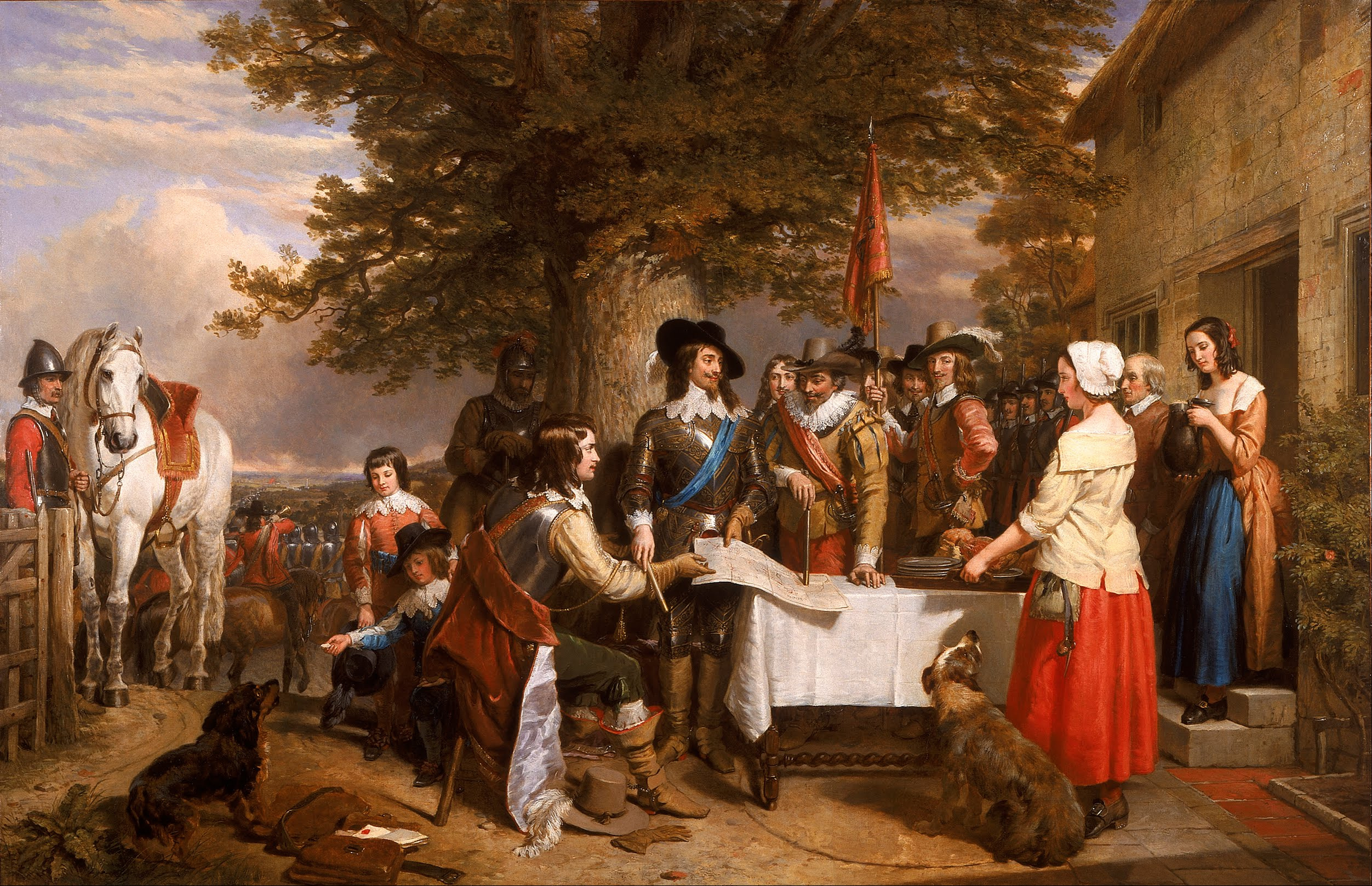
Карл I и роялисты перед битвой при Эджхилле

Карл I пытался теперь наверстать в Шотландии то, что им было утрачено в Англии. В августе он уехал туда в сопровождении наблюдательной комиссии парламента. Но в это время в Ирландии, только что успокоившейся было под строгим управлением Страффорда, вспыхнул религиозный мятеж. Ирландские католики, величавшие себя «королевской армией», восстали 22 октября 1641 года против своих протестантских притеснителей. Палатой общин в это время королю была подана «Великая Ремонстранция», заключавшая в себе больше 200 обвинительных пунктов против правительства и требование, чтобы епископы были исключены из палаты лордов и из судов. Король спокойно выслушал ремонстранцию, но затем, 3 января 1642 года, потребовал у парламента выдачи вождей оппозиции, как виновных в измене. Спикер отказал в их выдаче, ссылаясь на парламентские привилегии. Тогда, по совету королевы, король на другой день лично явился в парламент за преступниками; но «птицы улетели», и он с пустыми руками вернулся назад. На выручку парламента явилась лондонская милиция и тем доставила перевес «круглоголовым», как стали теперь называть пуритан за их коротко остриженные волосы.
Парламент вербовал войска; двор удалился в Йорк и собирал вокруг себя своих сторонников, «кавалеров», а королева со своими сокровищами бросилась на материк за оружием. Парламент выставил 25-тысячную армию под начальством графа Эссекса, тогда как у короля было всего 12 тысяч человек, но зато опытных и хорошо обученных.
В первое время война велась с переменным успехом; королевская армия нуждалась в деньгах, а парламентской недоставало боевой опытности. В июне 1643 года шотландцы заключили союз с парламентом, и в январе 1644 года значительный отряд их соединился с английской парламентской армией.
Со своей стороны, чтобы увеличить средства армии, король созвал контрпарламент в Оксфорде, на который явились 83 лорда, но всего 173 члена нижней палаты. 2 июля 1644 года королевские войска под начальством Руперта, сына курфюрста Фридриха Пфальцского, потерпели жестокое поражение при Марстон-Муре, и только раздоры, начавшиеся в среде армии и в самом парламенте, задержали на время окончательную гибель короля.
В стенах парламента и в его войске мало-помалу стала брать верх ещё слабая численностью, но сильная внутренней мощью партия индепендентов, которая в своих политических и церковных стремлениях шла гораздо дальше, чем желала громадная масса народа. Парламент им одним был обязан своей первой великой победой, тогда как главный начальник войска, Эссекс, был разбит королевскими войсками в Корнуолле. Чтобы вытеснить Эссекса и других пресвитерианских генералов из армии, индепендент Кромвель вынудил у парламента издать «билль о самоотречении», по которому членам парламента запрещалось занимать военные или гражданские должности. Опасаясь перевеса индепендентов, пресвитериане в парламенте стали склоняться в пользу мира, и зимою 1644—1645 годов начали переговоры с королём в Оксбридже, которые ничем не окончились.

### Английская революцияиКромвель

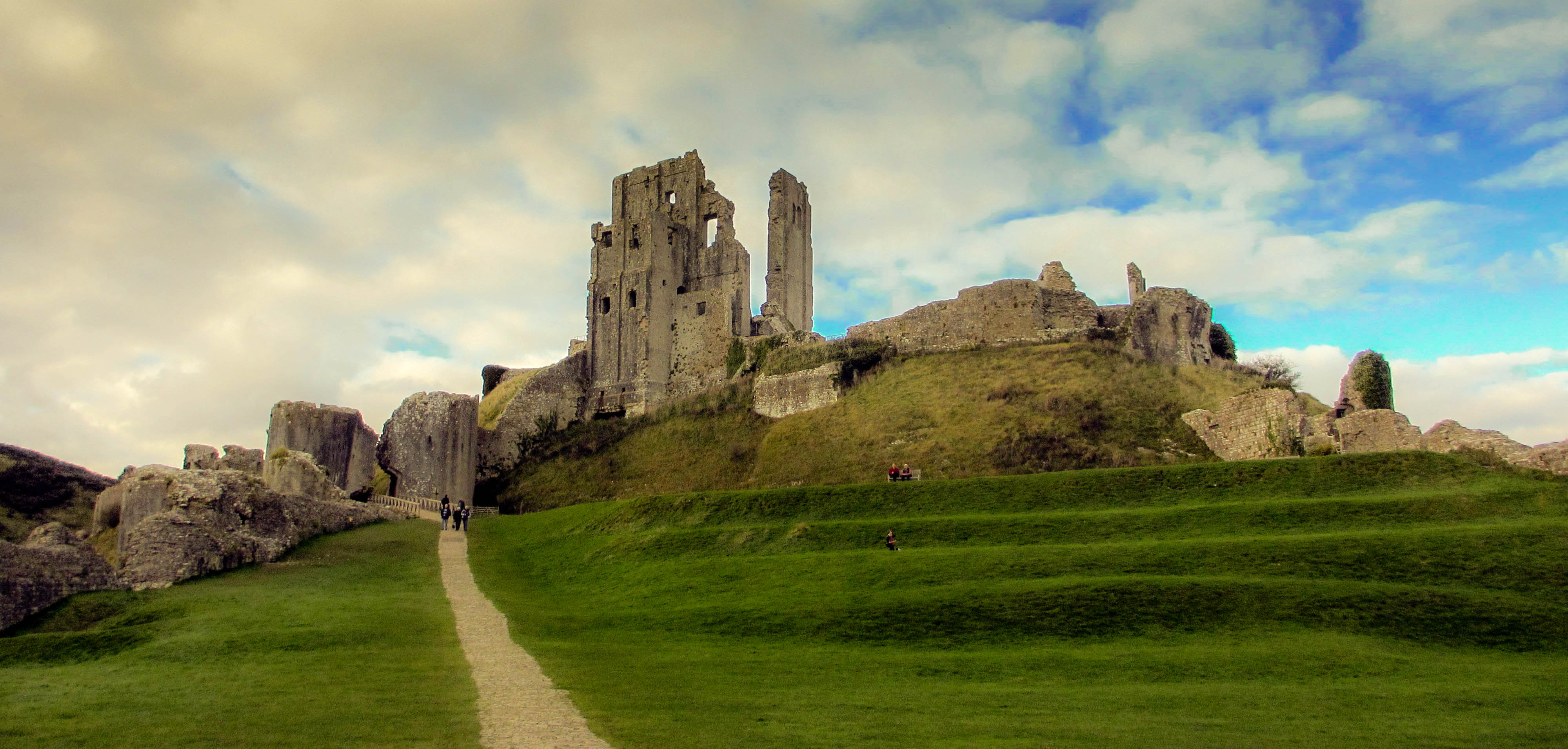
Замок Корф, разрушенный по приказу Парламента в 1645 году

В июне 1645 года Кромвель и Ферфакс выиграли знаменитое сражение при Незби, причём ими была захвачена вся корреспонденция Карла с иностранными державами. Изобличённый в измене, король искал спасения в новых переговорах и уступках, но, потерпев неудачу, тайно покинул Оксфорд в 1646 году, чтобы добровольно передаться в руки шотландцев. Те приняли его почтительно, надеясь найти в нём союзника против ненавистных им индепендентов; но когда Карл отказался подписать «ковенант», обольщая их только обещаниями и сносясь за спиною с их врагами, шотландцы выдали его за 400 000 фунтов английскому парламенту (2 февраля 1647 года).

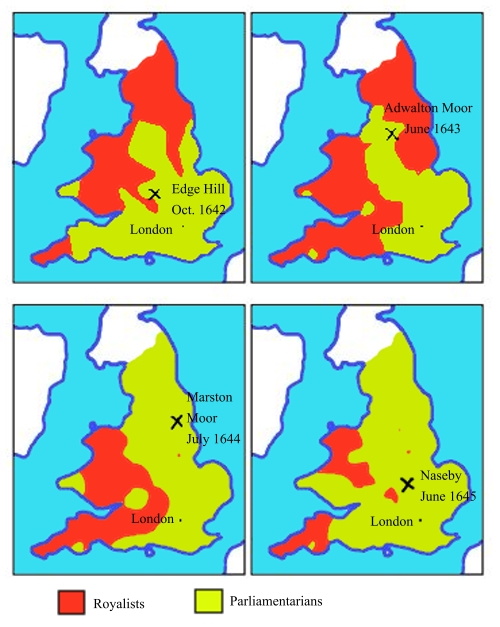
Территории Роялистов (красный) и Парламентаристов (зелёный) во время революции

Имея в своих руках короля, «долгий парламент» нашёл этот момент удобным для того, чтобы распустить войско, состоявшее на добрую половину из индепендентов. Но армия отнюдь не была склонна разыгрывать роль покорного орудия парламента, а потребовала прежде всего осуществления обещанной ей веротерпимости, за которую она проливала свою кровь. Попытка распустить армию не удалась; войско захватило короля и двинулось на Лондон. Кромвель хотя и отрицал своё участие в этом государственном перевороте, но немедленно принял сторону армии и от её имени потребовал удаления 11 членов парламента, секретно договаривавшихся с королём. Это вызвало восстание в Лондоне, которое, однако, было усмирено войсками Ферфакса. Между тем, король пытался бежать во Францию, но был задержан губернатором на острове Уайт. Тогда он завёл оттуда переговоры с Кромвелем о восстановлении своей власти.
Кромвель колебался, но, поняв из перехваченного им письма истинный смысл затеянной с ним королём игры (тот хотел войти в переговоры с шотландцами, а не с армией), окончательно решился покончить с ним. По его требованию палата общин объявила в январе 1648 года всякие дальнейшие переговоры с королём государственной изменой. Это постановление заставило многие провинции взяться за оружие на защиту короля, а шотландцы перешли границу и двинулись на Лондон. Кромвель быстро подавил восстание и разбил вдвое сильнейшее войско шотландцев, дойдя до Эдинбурга. Но парламент воспользовался отсутствием Кромвеля и снова вступил в переговоры с королём, которые точно так же, как и все прежние, окончились ничем.

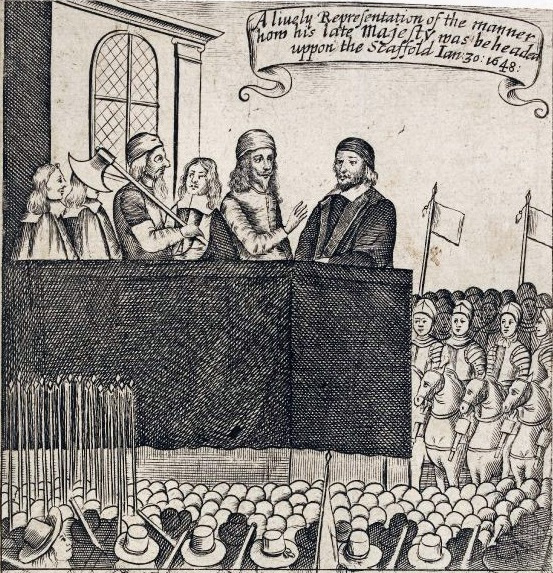
Карл I на эшафоте

Рассвирепевшие индепенденты пошли на Лондон; 6 декабря 1648 года два полка под начальством Прайда ворвались в палату общин, арестовали 45 членов из партии пресвитериан, а многих просто прогнали. Из 489 парламентариев осталось 83, пообещавших не принимать предложений короля. «Очищенный» таким образом парламент (названный в насмешку Rump Parliament, то есть «Охвостье» парламента) назначил суд над королём, под председательством судьи Брэдшо. Несмотря на протесты лордов и короля, а также на заступничество шотландцев, Франции и Голландии, 27 января 1649 года суд приговорил короля к смертной казни, как тирана и государственного изменника. 30 января Карл I сложил свою голову на эшафоте.
После казни Карла I власть перешла к армии. Парламент, ряды которого сильно поредели, отменил королевскую власть, упразднил верхнюю палату и назначил для управления страной государственный совет под председательством Брэдшо; в нём заседали Кромвель, Вен, поэт Мильтон и знаменитый адмирал Блейк. Королевское имущество было обращено в национальную собственность.
Взоры новых властелинов обратились прежде всего на совершенно потерянную Ирландию, где партия роялистов успешно вербовала сторонников. Сам Карл II тоже появился в Ирландии, и в ней началось избиение англичан. Парламент отправил туда Кромвеля, с титулом лорда-наместника. Но в самом войске появилась крайняя коммунистическая секта «левеллеров» (уравнителей), требовавшая полного равенства имущества, отмены податей и властей. Кромвель жестоко расправился с этой сектой и затем уже принялся за усмирение Ирландии. Восстание было подавлено с беспримерной свирепостью: мятежники преданы огню и мечу, масса народа отправлена в Вест-Индию на каторгу.
Из Ирландии Кромвель поспешил на расправу с шотландцами, которые пригласили к себе Карла II и, заручившись от него значительными политическими уступками и клятвенным признанием «ковенанта», провозгласили его 1 января 1651 года своим королём. Кромвель вторгся в Шотландию с отборным войском, разбил шотландцев при Данбаре 3 сентября 1650 года и год спустя (3 сентября 1651 года) истребил армию Карла II при Вустере. Сам Карл едва спасся во Францию.
С Шотландией поступили, как с завоёванной страной: она была присоединена к республике, лишилась своего собственного представительного собрания и должна была посылать представителей в английский парламент.
Та же участь постигла Ирландию, где Айртон, а после его смерти — Ладлоу, довершили дело усмирения.
Вслед за этим у молодой республики начались раздоры с генеральными штатами Нидерландов по поводу полушутя предложенного объединения, торговли и раздела колоний. Английский парламент издал 9 октября 1651 года Навигационный акт, которым дозволялось привозить товары в Англию только на её собственных судах или на судах её колоний.
Этот акт угрожал торговому могуществу Нидерландов, приобретённому ею благодаря упадку английского флота при Стюартах. Голландцы отправили военный флот в Ла-Манш, под начальством своих знаменитых морских героев Тромпа и Рюйтера, и в мае 1652 года между обеими республиками загорелась формальная война. Главным героем этой войны был адмирал Блейк, и ему Англия обязана восстановлением своего морского превосходства; сами голландцы признали её первою морскою державою.
Между тем давнишний разлад между парламентом и армией привёл, наконец, к полному разрыву. Парламент выразил желание сократить ряды войска, а армия жаловалась на злоупотребление в судах и администрации, требовала нового парламента и новых выборов в более демократическом духе. Кромвель 20 апреля 1653 года явился с солдатами в залу заседаний и разогнал парламент «во славу Божию». Так окончил своё существование «долгий парламент».
Вслед за этим был разогнан Государственный Совет, и Кромвель созвал новый парламент из так называемых «святых», то есть людей, славившихся своим благочестием (баребонский парламент, названный так по имени своего главного представителя — кожевника Бэрбона). Но Кромвелю не совсем легко было ладить со своими «святыми», и в декабре он распустил собрание, приняв, однако, из его рук титул лорда-протектора с чисто королевской властью.
Почти вся Европа теперь искала дружбы лорда-протектора, а Людовик XIV заключил с ним формальный союз. Война с Нидерландами была окончена Вестминстерским договором от 5 апреля 1654 года, по которому Навигационный акт остался в силе, а голландцы обещались изгнать Стюартов и лишить штатгальтерства родственную с ними Оранскую династию.
После этого Кромвель созвал новый парламент, состоявший из 400 англичан и валлийцев, 30 ирландцев и 30 шотландцев, но уже через 6 месяцев опять распустил его, недовольный поднятыми им конституционными вопросами. По новому устройству, данному Кромвелем стране, роялисты были обложены 10-процентным подоходным налогом и вся страна была разделена на 12 округов, подчинённых генералам, с неограниченною властью во всех делах гражданских и военных.
Религиозные преследования затихли, и всем, за исключением католиков, даровано было право молиться Богу на свой образец, лишь бы они не касались политики.

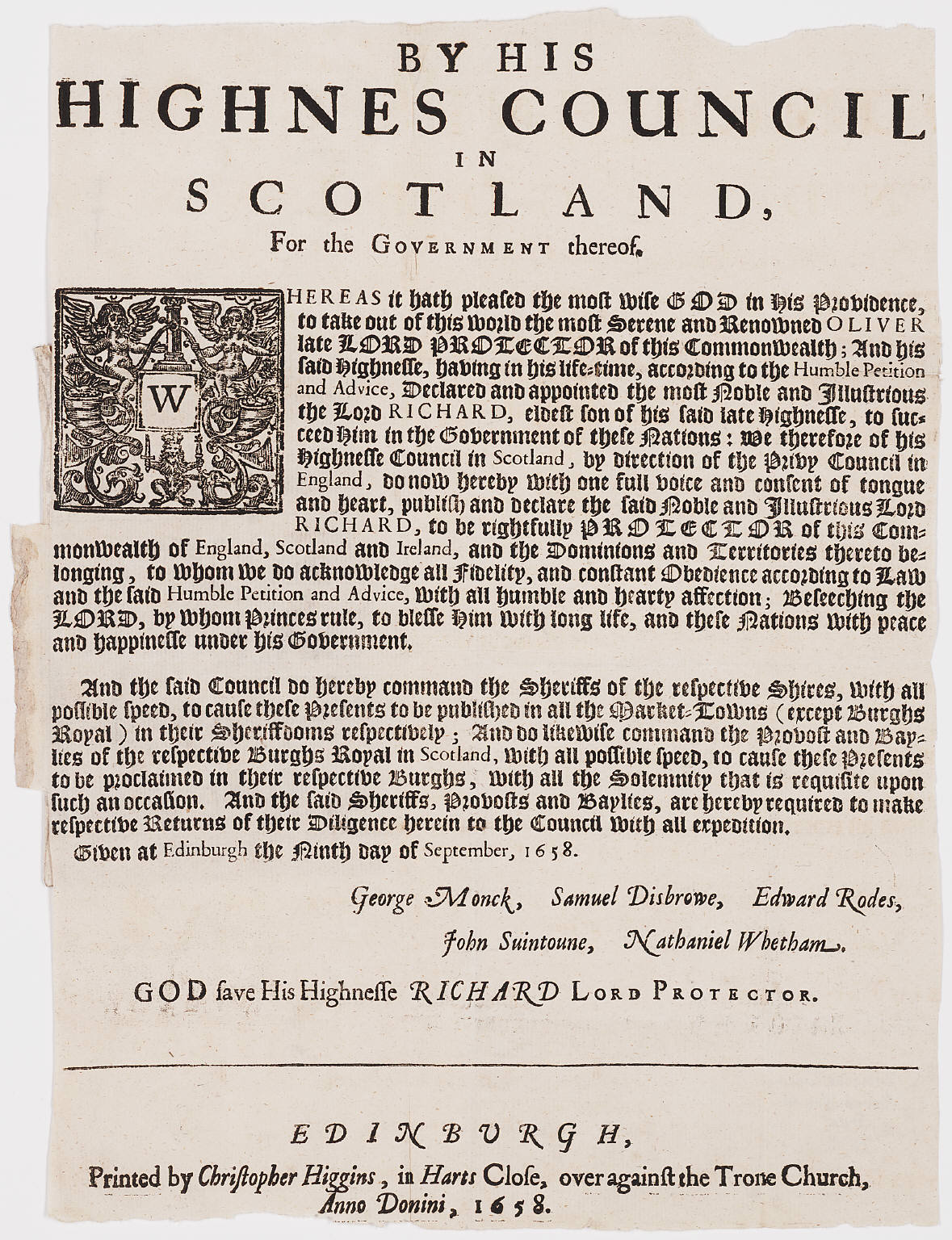
Шотландская прокламация, сообщающая о смерти Оливера Кромвеля и приходе к власти его сына Ричарда

Внешняя политика Кромвеля заслужила похвалы даже его непримиримых врагов, кавалеров. В союзе с Францией он объявил войну Испании (1655—1660), во время которой англичане завладели Ямайкой и (1658 год) Дюнкерком. Однако, ненависть народа к диктатуре все более и более росла, в особенности после того, как Кромвель исключил из созванного им в 1656 году парламента 160 пресвитериан и строгих республиканцев. В марте 1657 года парламент хотел поднести ему королевскую корону и, когда он, из страха перед войском, не отважился принять её, предоставил ему право назначить себе преемника. Тогда же учреждена была верхняя палата, состоявшая из 61 назначенного протектором лица. Когда, согласно постановлениям новой конституции, парламент выразил желание снова принять в свою среду 140 исключённых депутатов, Кромвель неожиданно распустил его.
Кромвель скончался 3 сентября 1658 года. Государственный совет немедленно утвердил в достоинстве протектора его сына Ричарда. Но как только был созван парламент, начальники армии восстали против него и против протектора, и 24 мая 1659 года Ричард добровольно отрёкся от власти, получив за это крупную сумму и обещание уплаты всех его долгов.
Генералы Флитвуд, Ламберт и Десборо захватили в свои руки высшие должности и для упрочения военного деспотизма избрали «комитет общественной безопасности», сосредоточивавший в своих руках все правительственные дела. Но этой анархии неожиданно был положен конец вмешательством генерала Монка. Он командовал войсками в Шотландии и давно уже тяготился диктатурой лондонских полков. Созвав свою армию, он объявил ей, что идёт на Лондон, чтобы восстановить древние права и вольности, но умолчал о том, что истинная цель его — восстановить прежнюю династию. 3 февраля 1660 года он без боя занял столицу, где в это время заседало «охвостье» — остатки долгого парламента. Монк вступил с ним в соглашение, по которому изгнанные Кромвелем пресвитериане снова заняли свои депутатские места. Индепенденты потеряли теперь большинство и должны были удалиться. Господству армии настал конец. Немедленно были отменены все законы против Стюартов, и парламент добровольно разошёлся, назначив новые выборы на 25 апреля.
Новый парламент, в котором большинство состояло из роялистов, вступил в переговоры с Карлом II и, получив от него обещание общей амнистии, свободы вероисповеданий и уважения к приобретённым правам, провозгласил его 8 мая королём всех трёх соединённых королевств. 29 мая 1660 года Карл II совершил свой торжественный въезд в Лондон и был встречен искренней радостью всех партий, утомлённых анархией и военным деспотизмом.

### Эпоха Реставрации (1660—1689 годы)

#### Карл II(1660—1685 годы)

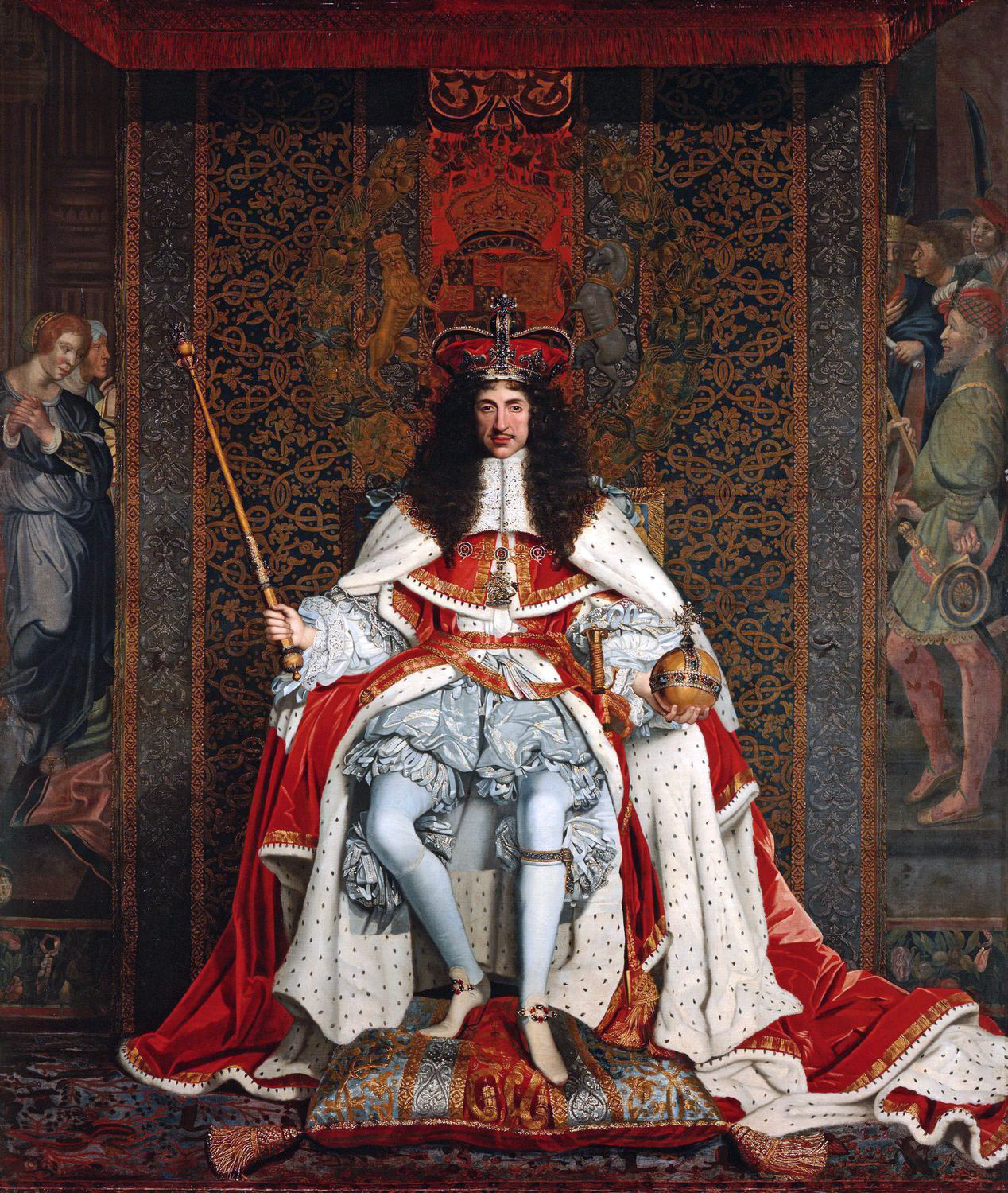
Коронационный портрет Карла II

По восшествии на престол Карл II сразу показал, что Стюарты в изгнании ничего не забыли и ничему не научились. Вопреки амнистии, казнили и изгоняли «цареубийц», выбрасывали из могил кости вождей революции. Конфискованные имущества возвращались роялистам; постановления республики были сожжены рукою палача. Войско было распущено; повсюду восстанавливали епископат. Новый английский парламент 1661 года, в котором большинство принадлежало англиканам, снова призвал епископов в верхнюю палату, принял так называемый корпорационный акт, лишивший пресвитериан и республиканцев даже городских должностей, и вновь провозгласил англиканство господствующей государственной религией. Главным проводником всех этих мер был канцлер Кларендон.
С другой стороны, как бы в противовес взявшему верх в парламенте англиканизму, при дворе стала обнаруживаться сильная склонность к католицизму. Восстановив королевскую власть, парламент не был намерен, однако, поступиться собственными прерогативами. Общины высказывали явное намерение, не довольствуясь одним утверждением испрашиваемых сумм, присвоить себе контроль и над способом их расходования. Вследствие этого король, постоянно нуждавшийся в деньгах для удовлетворения своей безумной расточительности, уступил Людовику XIV обратно Дюнкерк, за 5 млн ливров. В угоду ему же он, по пустому поводу, начал войну с Нидерландами, окончившуюся постыдно для Англии.
Для успокоения умов, особенно после лондонского пожара, унёсшего 100 000, в январе 1668 года Карл заключил тройственный союз со Швецией и Нидерландами, с целью защиты протестантизма в Европе. Но уже в середине 1669 года неожиданно составилось пресловутое министерство «кабаль» («cabal» означает «заговор», и по случайному совпадению начальные буквы фамилий министров образовали именно это слово Клиффорда, Эшли, Бэкингема, Арлингтона и Лодердейля), которое на деньги Людовика XIV и в союзе с братом короля, герцогом Йоркским, систематически стремилось к водворению католицизма в Англии и восстановлению абсолютной монархии. В силу тайного договора с Францией оно без всякой причины объявило в 1672 году войну Нидерландам, принёсшую Англии один только позор.
В это же время события в королевском семействе ещё более усилили опасения и недовольство протестантов. Герцог Йоркский, наследник престола, открыто перешёл в католицизм и женился на католической принцессе, Марии Моденской. Под видом провозглашения веротерпимости была издана так называемая «индульгенция», которой, без разрешения парламента, отменялись уголовные наказания против нонконформистов, но которая должна была служить первым шагом к введению католицизма. Так понял это парламент и в 1673 году заставил короля взять назад индульгенцию и вместо неё издать «Присяжный акт» (Test act), по которому на государственной службе могли быть терпимы только те, кто признавал короля главой церкви, причащался по-англикански и отвергал пресуществление. Брат короля Яков принуждён был сложить свои должности. В то же время парламент покончил и с «кабалью», привлекши министров к ответственности за войну с Нидерландами.

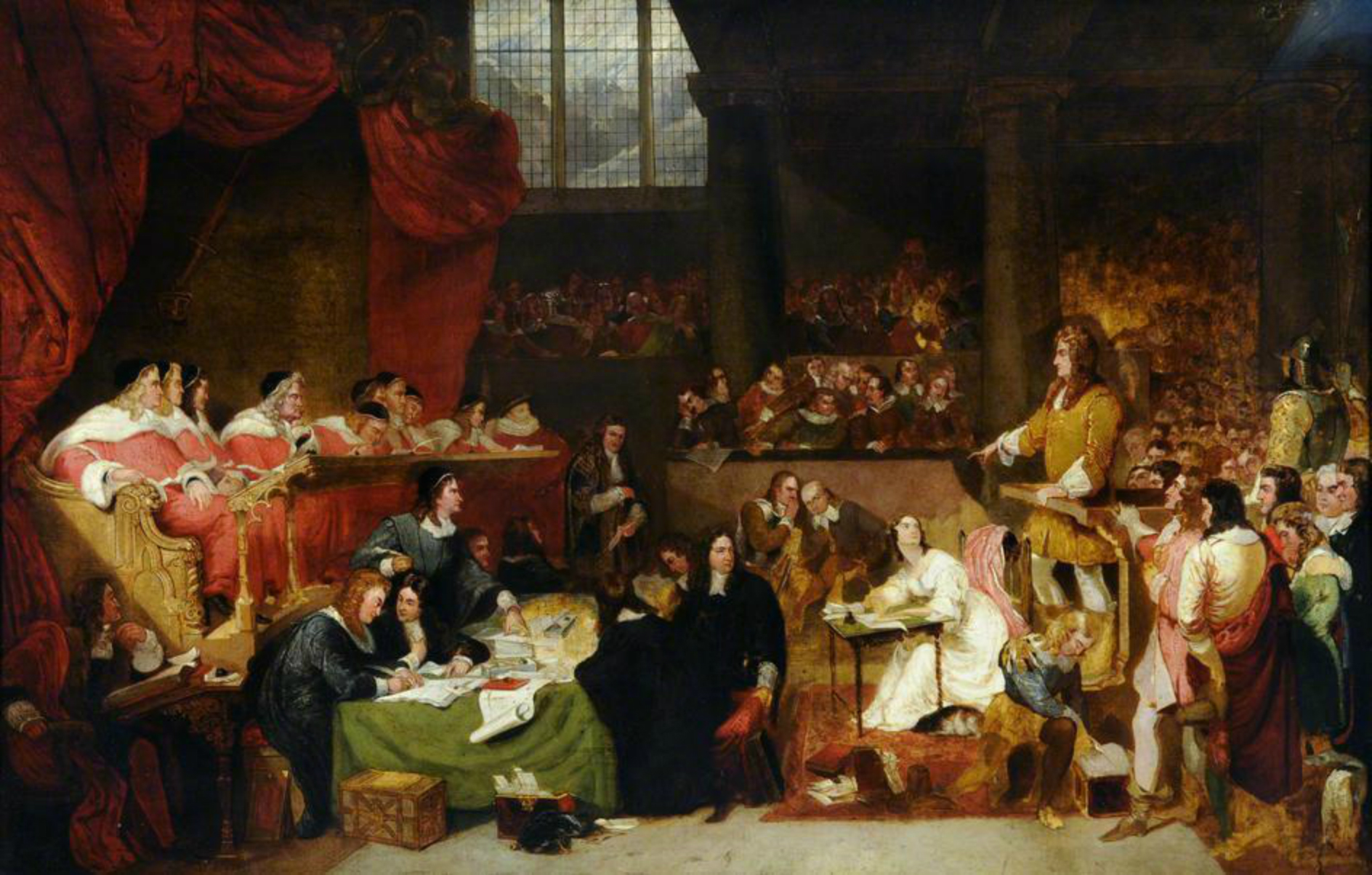
Суд над лордом Расселом в 1683 году

Во главе нового министерства стал граф Денби, который своей политикой внёс в страну ещё большие замешательства. Ненависть к католикам вспыхнула со страшной силой, когда в 1678 году Тит Оутс начал публично объявлять о заговоре католиков, будто бы замышлявших убить короля и возвести на престол Якова. Парламент исключил из своей среды всех католиков, объявил Якова лишённым прав на престолонаследие (см. Билль об отводе) и требовал суда над министрами. Карл распустил парламент, из крайне роялистического превратившийся под конец чуть не в революционный, и назначил новые выборы.
В новой палате оппозиции принадлежало большинство. Герцог Йоркский был отослан за границу. Оппозиция вступила в кабинет, главой которого стал Шефтсбери (прежде Эшли), и требовала от короля устранения Якова от престолонаследия. Но в этом вопросе король неожиданно выказал несвойственную ему твёрдость и снова распустил парламент, который, прежде чем разойтись, издал 27 мая 1679 года знаменитый «Habeas Corpus Act», ограждающий личную неприкосновенность граждан. Вслед за этим Шефтсбери был лишён своих должностей.
Однако и новый парламент сказался так же малосговорчивым, как и его предшественник. В ноябре 1680 года нижняя палата вновь приняла билль о лишении Якова права на престол; но он был отвергнут лордами. Приверженцы билля получили название вигов, а противники его стали известны под именем тори.
Для намерений двора как нельзя более кстати пришёлся новый заговор на жизнь короля (Rye House Plot), открытый в 1681 году. Хотя участники в этом заговоре были все люди без имени и влияния, но правительство сумело запутать в него вождей оппозиции и предало их суду; лорд Рассел и Элджернон Сидни были казнены. Вскоре, в 1685 году, Карл II умер.

#### Яков II(1685—1688 годы)
Яков II вступил на престол среди общего безмолвия, водворившегося вследствие преследований последних лет, не встретив ни малейшего сопротивления. Он дал обещание свято соблюдать законы и государственную религию. Вновь избранный парламент, состоявший почти исключительно из чистых тори, по первому же его требованию разрешил ему чрезвычайные субсидии на подавление восстаний Аргайла в Шотландии и герцога Монмута, внебрачного сына Карла II, в Англии. Оба восстания были усмирены с бесчеловечной жестокостью. Монмут и Аргайл попались в руки короля и были казнены.
Этот быстрый успех придал Якову смелость открыто приступить к осуществлению своих планов. Под предлогом предупреждения новых мятежей он увеличил армию и назначил на офицерские места многих католиков, освободив их от соблюдения Присяжного акта. Многие высокие должности были заняты папистами. Опасаясь сопротивления парламента, Яков распустил его и собственною властью издал закон о веротерпимости (1687 год), предоставлявший католикам равные права с членами государственной церкви. Эта мера должна была служить началом полного торжества католицизма. Негодование народа не имело границ, и оно ещё более усилилось, когда разнеслась весть, что королева родила сына, который немедленно был передан на попечение иезуитов. Рождение наследника отстраняло от престола протестантских дочерей Якова, на которых нация возлагала свои последние надежды. Это-то и переполнило чашу народного терпения.
Тори и виги формально обратились к зятю короля, штатгальтеру голландскому, Вильгельму Оранскому, умоляя его встать на защиту протестантства в Англии и прав своей жены Марии, дочери Якова. 5 ноября 1688 года Вильгельм высадился с 15 000 человек в Торбее, при восторженных криках народа. После некоторых колебаний на его сторону перешли войско и флот. Уже 18 декабря он без всякого кровопролития вступил в Лондон, тогда как покинутый всеми король должен был бежать. Вильгельм принял регентство и созвал последний парламент Карла II для решения вопроса о престолонаследии. 13 февраля 1689 года парламент признал Якова II лишённым престола и передал корону принцессе Марии, совместно с её супругом, с тем, однако, чтобы правительственная власть принадлежала Вильгельму и чтобы после смерти бездетной четы корона перешла к принцессе Анне. Но вместе с тем Вильгельм должен был подписать так называемую «Декларацию права» (Declaration of Right), чуть позже ставшую «Биллем о правах» (Bill of Rights), заключающую в себе точное определение границ королевской власти. 11 апреля Вильгельм был признан и шотландским парламентом, под условием отмены епископата и верховной власти короля в делах церкви.

## ПравлениеВильгельма Оранского

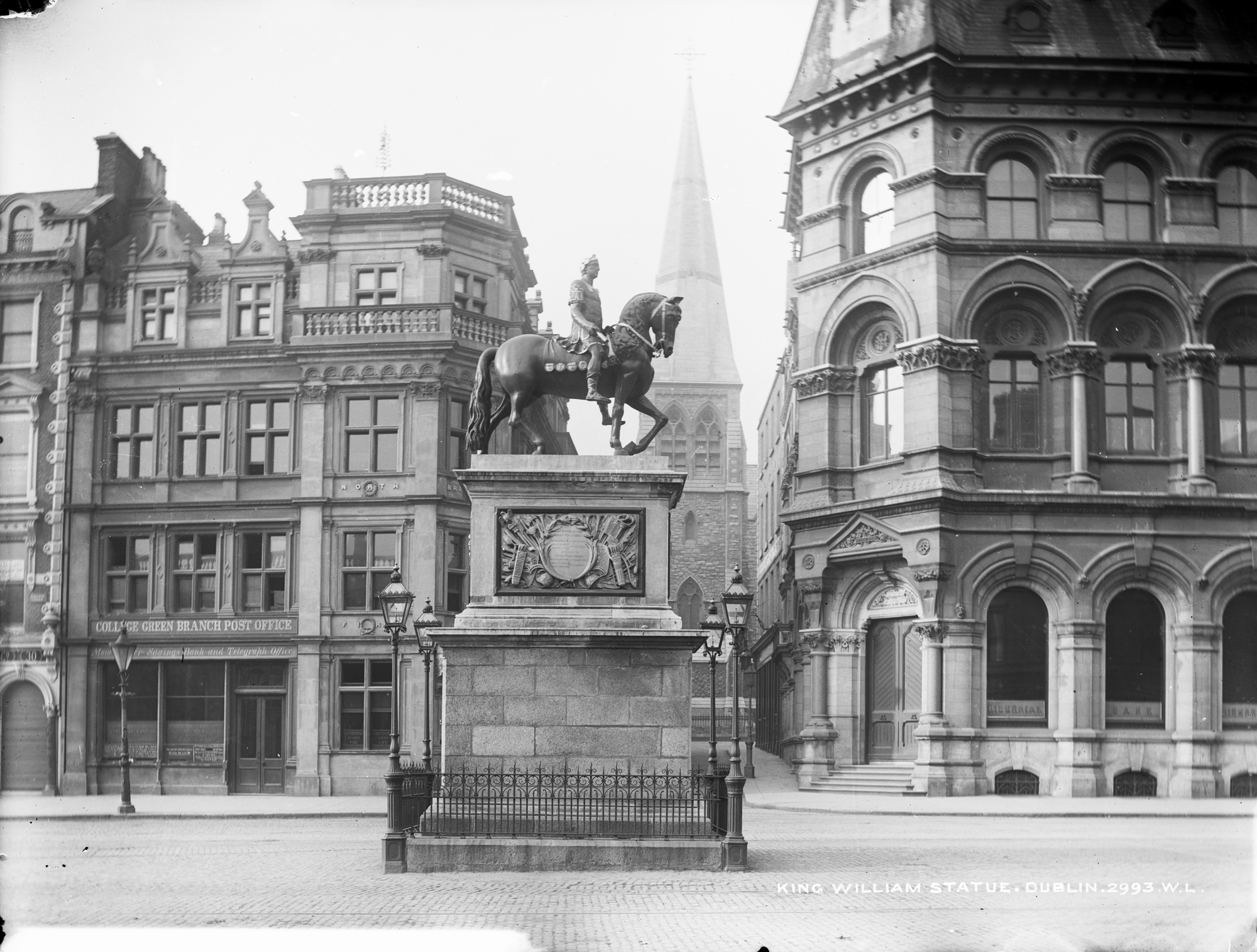
Памятник Вильгельму Оранскому в Дублине. Открыт в 1701 году. Снесен в 1929 году

Новая революция отнюдь не была простой переменой династии, а положила начало приобретению парламентом новых прав. Виги пользовались при Вильгельме громадным влиянием на государственные дела. Это ожесточало тори и увеличивало ряды приверженцев изгнанного короля, так называемых якобитов. Парламент 1689 года принял «Акт о веротерпимости», доставивший религиозную свободу всем диссентерам, кроме унитариев. Правда, благодеяния его не были распространены на католиков, но зато, по крайней мере, последние больше не подвергались преследованиям.
В Ирландии, однако, вспыхнул мятеж, быстро принявший весьма значительные размеры. В марте 1689 года там высадился Яков со вспомогательным французским корпусом в 5 тысяч человек. Он овладел Дублином и созвал ирландский парламент. Но уже в июле 1690 года Вильгельм лично нанёс ему жестокое поражение на реке Бойн. Окончательное покорение Ирландии последовало не раньше 1691 года, после того как генерал Черчилль (впоследствии герцог Мальборо) вторично разбил армию Якова близ Агрима, взял штурмом Лимерик и принудил Якова бежать во Францию. Ирландцы признали Вильгельма III, но с условием предоставления им такой же свободы вероисповедания, как при Карле II.
При Стюартах Франция стала опасной соперницей Англии на море. Людовик XIV всячески старался вредить Англии, оказывал поддержку Стюартам и дал у себя приют изгнанному королю. Поэтому война с Францией была весьма популярна в Англии, но она принесла мало славы и ещё меньше выгод. По Рисвикскому миру (1697 год) Англия добилась от Людовика только признания Вильгельма королём и обещание отказаться от поддержки Якова II. Яков II умер в 1701 году, и Людовик XIV признал его сына законным королём Англии. Это оскорбление вызвало страшное негодование всех партий, и когда Вильгельм потребовал новых субсидий для участия в Войне за испанское наследство, парламент охотно дал ему средства на организацию 45-тысячной армии. Но во время приготовлений к войне Вильгельм умер, 8 марта 1702 года.

## Анна
С вступлением на престол Анны (1702—1714 годы) началась Война за испанское наследство, продолжавшаяся 11 лет (1702—1713 годы). Героем её был сподвижник Вильгельма, герцог Мальборо, находивший себе сильную поддержку в вигах и в привязанности королевы к его жене. Но война утомила нацию, которая жаловалась на увеличение податей и постоянно возраставший государственный долг. Главным виновником затягивания войны считали Мальборо; в 1710 году против него составилась придворная интрига, и он был свергнут. Опала распространилась и на министерство вигов, не пользовавшихся расположением королевы, и так как на новых выборах в парламент большинство высказалось в пользу тори, то министерство было низвергнуто. Его место заняли тори, с Оксфордом и Болингброком во главе.
Новые министры немедленно открыли переговоры о мире с Францией. Результатом переговоров был Утрехтский мир (11 апреля 1713 года), по которому Англия получила от Франции часть её владений в Северной Америке: Гудзонов залив, всю Новую Шотландию и Ньюфаундленд, а от Испании — Гибралтар и Минорку. Сверх того, Франция и Испания дали англичанам важные торговые привилегии в своих землях. Французская морская сила была уничтожена, тогда как британский флот стал первым в Европе.
Позже была начата работа по объединению с Шотландией.
Парламент Шотландии ответил на английский Акт о престолонаследии, приняв собственный Акт о безопасности, согласно которому, если у королевы не будет больше детей, то парламент сам выберет следующего монарха Шотландии из числа протестантских потомков королевского рода Шотландии. Этот наследник не мог одновременно стать королём Англии, если Англия не гарантирует полную свободу торговли шотландским купцам. Сначала Анна не дала королевскую санкцию на этот Акт, но когда в следующем году шотландский парламент пригрозил остановить поставки, уменьшив таким образом шотландскую поддержку английских войн, она на него согласилась.

## Образование Великобритании
Во внутренней жизни народа самым главным событием, ознаменовавшим собою царствование Анны, было окончательное присоединение Шотландии, которая одно время благодаря якобитским проискам приняла слишком независимое положение. Парламенты обеих стран образовали государство Великобритания актом об унии, вступившим в силу 1 мая 1707 года.